# Kolonialismus

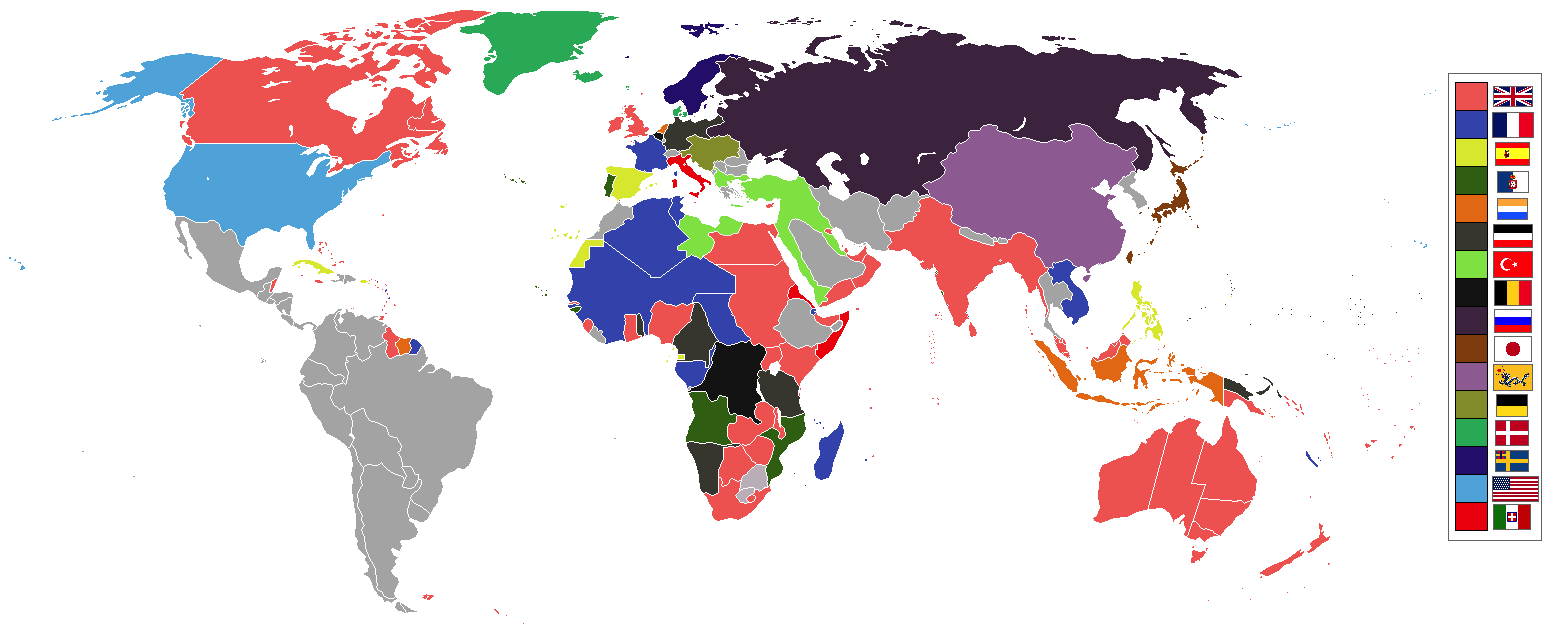
Kolonialreiche 1898, vor dem Spanisch-Amerikanischen Krieg, dem Boxeraufstand und dem Zweiten Burenkrieg
Vereinigtes Königreich
Frankreich
Spanien
Portugal
Niederlande
Deutsches Reich
Osmanisches Reich
Belgien
Russland
Japan
China (Qing-Dynastie)
Österreich-Ungarn
Dänemark
Schweden-Norwegen
USA
Italien
Unabhängig/Andere Länder

Als Kolonialismus wird die Inbesitznahme auswärtiger Territorien und die Unterwerfung, Vertreibung oder Ermordung der ansässigen Bevölkerung durch eine Kolonialherrschaft bezeichnet. Kolonisten und Kolonialisierte stehen einander dabei kulturell in der Regel fremd gegenüber, was bei den Kolonialherren im neuzeitlichen Kolonialismus mit dem Glauben an eine kulturelle Überlegenheit über die sogenannten „Naturvölker“ und teils an die eigene rassische Höherwertigkeit verbunden war. Diese Vorstellung wurde durch frühe Theorien einer soziokulturellen Evolution gestützt. Die Kolonisierung der Welt durch europäische Nationen leistete der Ideologie des Eurozentrismus Vorschub. Als Akteure beteiligten sich Privatleute, Firmen und Staaten, die Kolonialisierungen zunächst meist förderten oder absicherten. Auf längere Sicht gerieten die eingerichteten Kolonien fast alle in staatliche Hand.
Der Ausdruck Kolonialismus bezeichnet neben dem politischen Sachverhalt der Kolonialherrschaft auch eine historische Phase, die Kolonialzeit (Zeitalter des Kolonialismus), die mit der Neuzeit beginnt: Nachdem im 15. Jahrhundert zuerst die Portugiesen einzelne Stützpunkte außerhalb Europas in Besitz genommen hatten, bildeten europäische Mächte seit den Amerikareisen von Christoph Kolumbus zum Ende des 15. Jahrhunderts (1492 gilt mitunter als Jahr des Übergangs vom Mittelalter zur Neuzeit) Kolonialreiche in Übersee, zunächst Spanien und Portugal, bald auch die Niederlande, England und Frankreich. Kolonialismus ging mit der europäischen Expansion einher. Das Ende der Kolonialzeit liegt zwischen den ersten Souveränitätserklärungen nach der Französischen Revolution (1797: USA, Haiti) und dem Ende des Zweiten Weltkriegs (1945) und der Gründung der UNO als Konzept gleichwertiger Nationen weltweit. Dabei war aber gerade das 19. Jahrhundert von einem Spätkolonialismus neuer geopolitischer Akteure geprägt, darunter auch ehemaligen Kolonien. Am Wettlauf um die koloniale Aufteilung Afrikas im 19. Jahrhundert waren schließlich auch Belgien, Italien und Deutschland beteiligt; in Asien suchte vor allem Russland zu expandieren; und an der Wende zum 20. Jahrhundert kamen die USA und Japan als Kolonialmächte hinzu. Neben wirtschaftlichen Gewinnerwartungen und der Sicherung künftiger Rohstoffbasen spielten Machtrivalität und Prestigefragen unter den Motiven eine wichtige Rolle, die den Kolonialismus im Zeitalter des Imperialismus – zu dem der Kolonialismus einen Teilaspekt bildet – vorantrieben. Für die ausgehende Kolonialzeit spricht man auch von postkolonial und einem Zeitalter der Dekolonialisierung, insbesondere im mittleren 20. Jahrhundert, wobei aber imperialistische Bestrebungen bis heute andauern und sich sogar wieder verstärken, weshalb der Begriff Neokolonialismus erscheint.
Kolonialismus ist begrifflich und der Bedeutung nach eng mit Kolonisation verbunden. Aus älteren Zeiten sind beispielsweise die antike griechische Kolonisation im Mittelmeerraum sowie die mittelalterliche deutsche Ostkolonisation bekannt. Formen, Ausmaß und Wirkungsweisen des neuzeitlichen Kolonialismus erscheinen in einer weiten Spanne unterschiedlicher Ausprägungen. Sowohl in den politischen Metropolen der Kolonialherrschaft als auch in der Peripherie der zugehörigen Kolonien entfalteten die einzelnen Kolonialmächte ein breites Spektrum an Besonderheiten hinsichtlich Organisation und Machtausübung sowie bei der Beteiligung von Kolonisierten am Herrschaftsapparat einerseits und bei der Repression der Kolonialvölker andererseits. Dies wirkte sich auch über die eigentliche Kolonialzeit hinaus im Verlauf und bei den Folgen der Dekolonisation aus.

## Typen und Organisationsformen kolonialer Herrschaft
Von übereinstimmenden Kernmerkmalen wie Über- und Unterordnung zwischen Kolonisten und Kolonisierten oder den ungleichen wirtschaftlichen Beziehungen zwischen Kolonialmächten und Kolonien abgesehen, sind die historischen Erscheinungsformen des neuzeitlichen Kolonialismus äußerst vielfältig. So stellen auch die im Folgenden aufgeführten Typen kolonialer Herrschaftsregime und Wirtschaftsorganisation lediglich gemeinsame Nenner für im Einzelfall noch spezifischer gelagerte Ausformungen dar. Je nach Entstehungszusammenhang, Struktur und Ausdehnung der diversen historischen Sonderkonstellationen wird in der Literatur unterschieden zwischen Beherrschungskolonien, Siedlungskolonien, Integrationskolonien und Stützpunktkolonien.

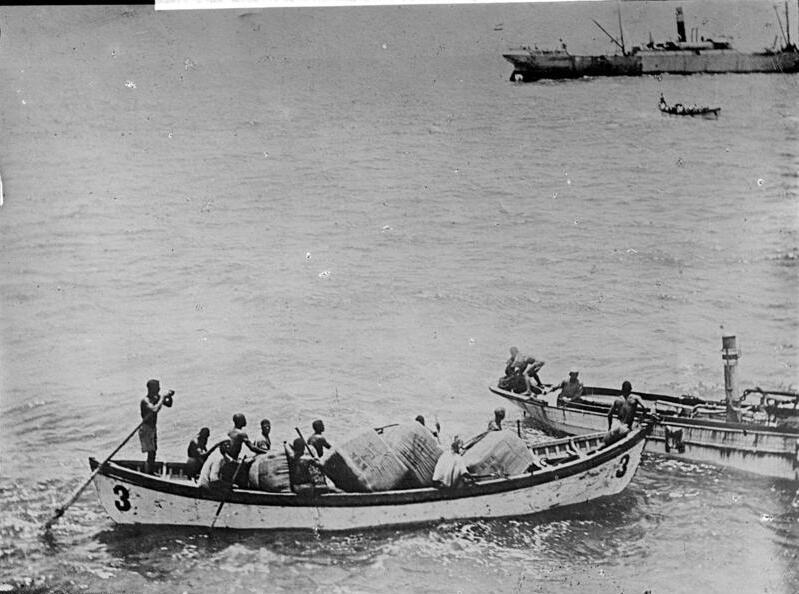
Verladen von Baumwollballen vor Lomé, Togo, 1885

Der Beherrschungskolonie lag zumeist eine militärische Eroberung nach vorheriger Kontaktaufnahme und Vororientierung zugrunde. Nicht Siedler, sondern aus dem Mutterland entsandte Kolonialbeamte bildeten dabei den Herrschaftsapparat, der die wirtschaftliche Ausbeutung der Kolonie ermöglichte. Die Verwaltungsbehörden in der Peripherie wurden von Kolonialbehörden in der Metropole beaufsichtigt. Von diesem Typ waren z. B. Indien als britische Kolonie, Togo als deutsche, Taiwan als japanische sowie die Philippinen als Kolonie der USA.
Siedlungskolonien entstanden hauptsächlich infolge massenhafter Individualmigration, deren Träger ihre Heimatgebiete ohne Rückkehrabsicht verließen, oft aus wirtschaftlichen Motiven oder Nöten. Die Siedlungskolonisten vertrieben dabei entweder die ansässigen Bevölkerungsgruppen oder unterwarfen sie sich und nutzten sie als Arbeitskräfte. Ihre mitgebrachte Kultur behielten die Siedler bei und übernahmen alsbald in Selbstregierung die politische Herrschaft in ihrem Siedlungsraum. Dabei unterschieden sich die Bedingungen wirtschaftlicher Machtausübung und Ressourcenerschließung beim Siedlungskolonialismus teils beachtlich. Während es bei den Neuenglandkolonien, bei Kanada, Australien, Neuseeland, Argentinien und Chile zur Verdrängung der als unnötig und unbrauchbar angesehenen Urbevölkerung kam, blieben Kolonien in Afrika abhängig von einheimischen Arbeitskräften, so in Algerien oder Südafrika. In karibischen Kolonien hingegen, darunter Jamaika und Kuba, wurden nach Ausrottung der angestammten Bevölkerung landfremde Arbeitssklaven importiert.
Integrationskolonien vereinten Elemente von Beherrschungs- und Siedlungskolonien. Die Schlüsselstellungen der Verwaltung besetzten mutterländische Kolonialbeamte, die sich auf eine mit politischen Mitwirkungsrechten operierende, durch Nachzug und Nachkommenschaft bedeutend anwachsende Siedlerschicht stützten, so die Kreolen in den spanischen Kolonien Südamerikas. Ihre Bewohner hatten formal die gleichen Rechte wie die Einwohner des Mutterlandes und genossen eine weitgehende lokale Autonomie. Man konnte die Kolonialherrschaft hier ökonomisch auf bereits existierende leistungs- und besteuerungsfähige Ackerbausysteme gründen.
Stützpunktkolonien waren zunächst mit militärischen Mitteln geschaffene und geschützte Handelsstützpunkte, die nicht auf großräumige Binnenkolonisation, sondern auf kommerzielle Erschließung des jeweiligen Hinterlandes zielten. Wo solche Stützpunktkolonien zum Zweck der Vernetzung planmäßig angelegt wurden, dienten sie der Sicherung einer Handelshegemonie der jeweiligen Mutterländer. Beispiele dafür waren die niederländischen und portugiesischen Stützpunkte in Afrika und Asien. Die weltpolitischen Ambitionen der seinerzeit führenden Seemacht Großbritannien hatten seit dem 18. Jahrhundert die Anlage von miteinander vernetzten Stützpunkten zur Folge. Dabei ging es nicht mehr nur um den Schutz von Handelsinteressen; das Netz der britischen Kolonien erlangte vielmehr nun ein globalstrategisches Eigengewicht. Dabei kamen zu den Flottenstützpunkten von Gibraltar über Sues bis Kapstadt bedeutsame „Hafenkolonien“ wie Singapur und Hongkong. Als einzig modernisierungsfähiger Kolonietypus hat sich auf längere Sicht der Militärstützpunkt erwiesen, der über die Ära der Kanonenboote hinaus in die der taktischen Luftwaffe weist.

## Wirtschaftliche und soziale Motive und Merkmale
Bis zum 11. Jahrhundert beherrschten Byzantiner und Sarazenen das Mittelmeer. Die Bekämpfung der Sarazenengefahr, die ausgiebig Seeräuberei betrieben, durch Pisa und Genua, beendete deren Vorherrschaft. Später übten sich die Italiener selber in Seeräuberei, besonders an den Küsten Kleinasiens. Es wurden häufig Kapergesellschaften zur Finanzierung solcher Unternehmungen gegründet und oft konnte gar nicht zwischen Handelsmissionen und Piraterie getrennt werden. Auch für die Bewohner Andalusiens bildete die Kaperei maurischer Schiffe und die Landung an afrikanischen Küsten, bei denen man raubte und Gefangene zu Sklaven machte, ein einträgliches Geschäft. Durch die Zurückdrängung arabisch-syrischer Händler im Rahmen der Kreuzzüge konnten nun auch die italienischen Stadtstaaten mit der Levante und dem Orient unmittelbar Handel treiben. Besonders das europäische Bevölkerungswachstum seit etwa 1000 (Höchststand um 1300) kurbelte diesen Fernhandel an.
Die Krise des 14. Jahrhunderts mit Pest und Stadtflucht betraf auch den Adel. Dieser hatte sich, infolge des allmählichen Niedergangs der feudalen Strukturen, auf Luxusgüter als Zeichen standesgemäßer Lebensführung zum Statuserhalt konzentriert. Durch die anarchischen Zustände im Rahmen der Reconquista konnten sich die Adligen besonders in Kastilien vom spanischen König große Landschenkungen sichern. Auch die regelmäßigen Einfälle ins (noch) verbliebene Maurenland der iberischen Halbinsel waren zu wichtigen Einnahmequellen für diesen geworden. Der Adel beteiligte sich zunehmend auch an wirtschaftlichen Unternehmungen wie dem Thunfischhandel (der ähnlich wichtig für die Ernährung und den Handel war wie die Salzheringe im Norden Europas) und baute dazu eigene Flotten auf. An der europäischen Entdeckung der Goldküste Guineas waren daher auch Schiffe des Adels von Anfang an beteiligt. Und auch die Besiedlung von Inseln im Atlantik wurde von großen Vasallen des spanischen Königs begonnen; erst später folgte die Krone selbst.
Der Zugang zu den in ganz Europa begehrten Luxusgütern des Orients (Teppiche, Gewürze, Farbstoffe u. a.) konnte nur über arabische Zwischenhändler erfolgen. So kontrollierte Ägypten den Handel mit arabischen und indischen Gütern. Zwar waren europäische Händler willkommen, aber die Weiterreise für Fremde über Kairo hinaus war verboten. Die sogenannte „lateinische“ Handelsstraße, die diese „muslimische Blockade“ umging, war seit dem Ende des 14. Jahrhunderts versperrt: Nach dem Zusammenbruch des riesigen von Dschingis-Khan begründeten Mongolischen Reiches, insbesondere durch die Eroberungen Timur Lenks und die nationale Revolution der Ming-Dynastie in China, war der „Mongolenweg“ für italienische Kaufmannskarawanen verschlossen. Das Vordringen der Osmanen im 15. Jahrhundert erschwerte den Asienhandel der Italiener zusätzlich. Der Orient war für Europa damit verriegelt.
Die Ausgangslage der europäischen überseeischen Expansion, die das Zeitalter des Kolonialismus einläutete, war also mitbestimmt von dem Bestreben, alternative Handelswege zu den von den osmanischen Herrschern kontrollierten und gegen den Zugriff der Europäer behaupteten Fernhandelsnetzen (Indienhandel) aufzutun. Bartolomeu Dias eröffnete mit der Umsegelung des Kaps der Guten Hoffnung 1488 den Weg in den Indischen Ozean, was Vasco da Gama ermöglichte, 1498 Indien per Schiff zu erreichen. Von ihrem indischen Stützpunkt Goa aus gelang es den Portugiesen 1509 Malakka zu erreichen und unter Afonso de Albuquerque 1511 zu erobern. Die Atlantiküberquerung durch Kolumbus 1492 führte zum Beginn der europäischen Erschließung, Eroberung und Besiedlung Amerikas.

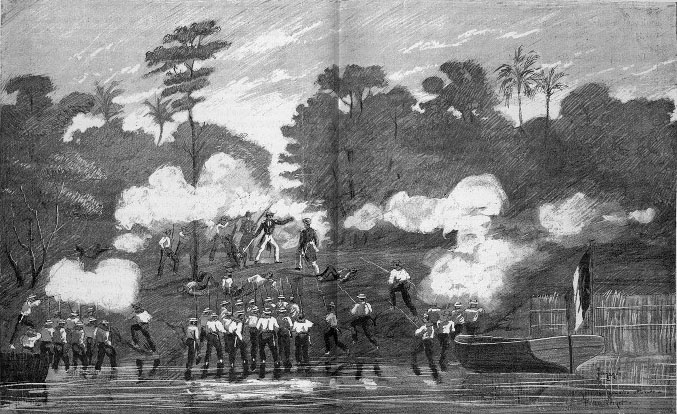
Kommandant Bouët-Willaumez greift Aufständische bei Grand-Bassam (Elfenbeinküste) an, Gravur von 1890

Die Kapitalbeschaffung für die kostspieligen Entdeckungsfahrten war durch Fortschritte im Geld- und Kreditwesen leichter geworden. Die Entstehung der ersten Banken in norditalienischen Stadtstaaten vereinfachte die Zusammenführung größerer Geldmengen für die teuren überseeischen Unternehmungen. Da die Gewinnaussichten sehr vage waren, übernahm häufig der Staat die Kosten der Seeexpeditionen, um das hohe Risiko zu mindern. Die privaten Unternehmen beteiligten sich meist nur an der Befrachtung der Schiffe mit Lebensmitteln und Tauschwaren und erhielten dafür einen festgelegten Teil des Gewinns aus den Fahrten. Möglich wurden die überseeischen Entdeckungsfahrten aber nicht zuletzt durch die Entwicklung des neuen Schiffstyps der Karavelle, der sich u. a. durch verbesserte Manövrierfähigkeit unter wechselnden Windverhältnissen auszeichnete.
Der Erschließung der westafrikanischen Küste durch die Portugiesen folgten Importe von Sklaven und Gold nach Europa. Das Herrscherhaus, das zu einem Fünftel an den wirtschaftlichen Erträgen dieser Art beteiligt war, blieb seinerseits an weiterer Expansion interessiert. Worum es ging, zeigen Bezeichnungen wie „Elfenbeinküste“, „Goldküste“ oder „Sklavenküste“.

### Gold und Silber
Den afrikanischen Goldhandel kontrollierten muslimische Händler, die das Gold per Karawane zu den Küsten Nordafrikas brachten und so auch die europäische Nachfrage bedienten. 1456 stellten die Portugiesen eine erste Handelsverbindung zu den afrikanischen Goldzonen her. Ab 1475 wurde Gold dann in großen Mengen per Schiff über Guinea im Tauschhandel mit Subsahara-Afrika, ohne Umweg über muslimische Händler, nach Portugal verbracht. Wegen des teuren Ankaufs von orientalischen Luxusartikeln und kostspieliger europäischer Kriege kam es dennoch vorerst auch weiterhin zu einem Nettogoldabfluss aus Europa.
Den Goldreichtum suchte auch Kolumbus bei seiner Entdeckungsfahrt in das karibische Amerika als besonderes Merkmal herauszustellen. Zum vermeintlichen Eldorado wurden die von den Spaniern eroberten Gebiete in jenem Goldrausch, der sich einstellte, nachdem Pizarro dem Inka-Herrscher Atahualpa über 13.000 Pfund Gold und 26.000 Pfund Silber abgepresst hatte. Die Silbervorkommen in Bolivien und Mexiko, die noch vor 1550 entdeckt und alsbald nach Europa verschifft wurden, führten dazu, dass die Preise in ganz Europa noch im 16. Jahrhundert um 400 Prozent anstiegen.

### Sklavenhandel

Darstellung eines Sklavenschiffs (19. Jahrhundert)

Indem sich seit dem hohen Mittelalter die Vorstellung durchsetzte, dass Christen nicht zu Sklaven gemacht werden dürften, wurden Sklaven im Zuge der fortschreitenden Christianisierung zur knappen „Ware“ in Europa. Man verlegte sich ab dem 13. Jahrhundert verstärkt auf den Sklavenhandel mit der Levante. Zunächst lieferten die muslimischen Händler diese vor allem von der Krim, ab dem 15. Jahrhundert besonders aus dem Balkan, wo die Osmanen Christen als Kriegsgefangene verschleppten und an europäische, v. a. italienische Händler verkauften. Katalanische Sklavenhändler verschleppten hingegen ihre Opfer meist aus Kleinasien. Die Eroberung Konstantinopels 1453 durch die Osmanen führte dann aber zum Rückgang der Sklavenlieferungen aus der Levante und hatte Preissteigerungen in Italien zur Folge. Europa orientierte sich dann um auf Sklaven aus Schwarzafrika, die muslimische Handelskarawanen an die nordafrikanische Küste brachten.
Auf den Karibik-Inseln wurde Zuckerrohranbau zum Dreh- und Angelpunkt der Kolonialherrschaft. Dafür standen hier nach Auslöschung nahezu der gesamten indigenen Bevölkerung weite Flächen zur Verfügung; als Arbeitskräfte wurden nun in großem Maßstab afrikanische Sklaven „importiert“. Fang und Transport organisierten Europäer, Afrikaner und Araber in Kooperation. Allein bei der Schiffspassage unter unwürdigen Bedingungen über den Atlantik lag die Sterblichkeitsrate zwischen 25 und 40 Prozent. Der mit drakonischen Strafen erzwungene Arbeitsalltag in Bergwerken wie auf Plantagen ließ nur wenige Sklaven älter als 35 Jahre werden. Im 17. und 18. Jahrhundert florierte der Dreieckshandel: Europäische Konsumprodukte oft minderer Qualität wurden in Afrika gegen Sklaven eingetauscht; diese in Ketten über den Atlantik verfrachtet, meist in die Karibik, von wo die Schiffe dann beladen mit Kolonialwaren wie Rohrzucker, Rum, Indigo u. a. m. nach Europa zurückkehrten. Nach neueren Forschungen fuhren die Schiffe durchaus nicht im Dreieck, zumal Sklavenschiffe nicht für den Transport anderer Waren geeignet waren. Vielmehr pendelten die meisten Schiffe zwischen Europa, Westafrika und der Karibik.

### Koloniale Ausbeutung und Kosten-Nutzen-Relationen

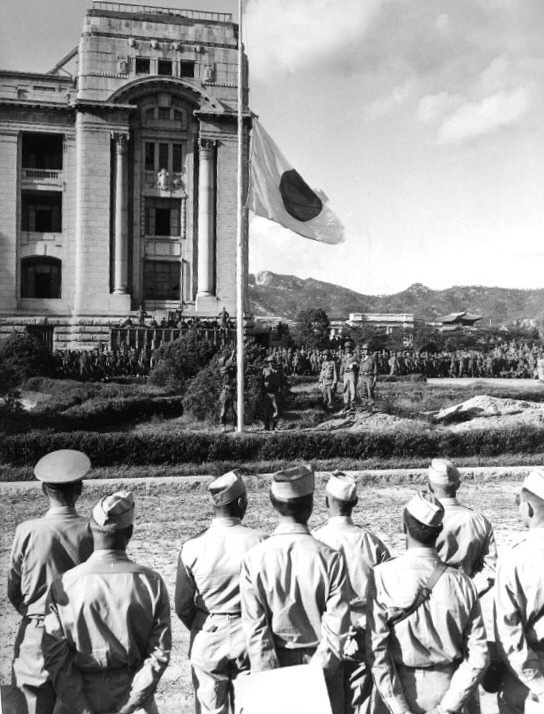
Mit dem Einholen der Japanischen Flagge am 9. September 1945 vor dem Sitz des Generalgouverneurs in Keijō wird die offizielle Verwaltungsübergabe des südlichen Teils von Korea (als japanische Kolonialprovinz: Chōsen), an die Amerikaner vollzogen.

Wie Spanier und Portugiesen suchten auch alle späteren Kolonialmächte – so auch bei der Aufteilung Afrikas – wirtschaftlichen Nutzen aus ihren kolonialen Besitzungen zu ziehen. Eine rationale Kosten-Nutzen-Abwägung ging dem jedoch nicht voraus. „Vielmehr setzte nach dem Erwerb neuer Gebiete häufig Ratlosigkeit darüber ein, welches wirtschaftliche Potential sie besaßen, wie man sie verwalten sollte und welchen Nutzen sie dem Mutterland bringen könnten.“ Der Eroberung folgten zumeist drei bis vier Jahrzehnte der Raubwirtschaft. Tauschhandel und Raubbau an den Ressourcen dominierten; Investitionen in die Infrastruktur wurden kaum vorgenommen.
Als stärkstes wirtschaftliches Bindeglied innerhalb der Kolonialimperien erwies sich der Währungsverbund. Frankreich ging dabei besonders konsequent vor und schuf damit ein monetär einheitliches Kolonialreich, das in Afrika zur Folge hatte, dass die frankophonen Staaten auch nach ihrer Unabhängigkeit noch die engen Währungsbeziehungen zu Frankreich aufrechterhielten.
Während die eigene Kosten-Nutzen-Bilanz der Kolonialmächte im Hinblick auf ihre Einflussgebiete teils zwiespältig und teils negativ ausfallen konnte, waren die Kolonisierten hauptsächlich der Ausplünderung preisgegeben. So blieben die Kolonien und Halbkolonien der europäischen Mächte in Asien und Afrika während der Jahrzehnte intensiver Wirtschaftsbeziehungen zu ihren Mutterländern ebenso wie die Halbkolonien der USA in Lateinamerika arm und rückständig, während in Europa und Nordamerika der gesellschaftliche Wohlstand rasch zunahm. Die französischen Kapitalanlagen im Ausland gingen 1914 zu annähernd einem Viertel nach Russland, hingegen nur zu knapp 9 Prozent in die französischen Kolonien. Deutschlands Auslandsinvestitionen vor dem Ersten Weltkrieg gingen sogar nur zu 2 Prozent in die kolonialen Schutzgebiete.
Die vergleichsweise späte Kolonialmacht Japan war die einzige, die in ihrem Einflussbereich planmäßig eine industrielle Kolonialwirtschaft aufbaute, etwa Kohle, Eisen und Stahl in Korea und der Mandschurei oder Baumwollverarbeitung in Shanghai und Nordchina. Es galt, die Rohstoffarmut der japanischen Inseln zu kompensieren und einen arbeitsteiligen asiatischen Wirtschaftsgroßraum unter japanischer Kontrolle zu etablieren. Es handelte sich laut Osterhammel um das repressivste Kolonialregime der neueren Geschichte; gleichwohl hinterließ es wichtige Grundlagen für die weitere industrielle Entwicklung in Korea, Taiwan und Teilen von China.
Vom Kolonialismus profitierten auch Staaten, die keine Kolonialmächte waren. Beispielsweise hat die Schweiz nie eigene Kolonien besessen. Schweizer Forscher, Missionare und Händler waren jedoch dank des Neutralitätsstatus und der guten Vernetzung der Schweizer Oberschicht bei fast allen Kolonialherren willkommen. Schweizer Söldner dienten im Kongo-Freistaat. Wissenschaftler machten mittels kolonialer Expeditionen steile Karrieren. Sie schickten enorme Mengen an gefundenen und geraubten Stücken in die Schweiz, die zu Grundstöcken ethnologischer und naturwissenschaftlicher Sammlungen mehrerer Museen wurden. Einige Familien zum Beispiel in Neuenburg wurden durch Sklavenhandel vermögend. Afrikanische Kinder und Jugendliche ohne Namen arbeiteten in der Schweiz als Liftboys. Aus der Kolonialware Kakao wurde als Schweizer Schokolade ein Kassenschlager. (→Schweizer Kolonialismus)

## Ideologisch-programmatische Aspekte kolonialer Regime
Die Kolonialregime europäischer Mächte seit dem 16. Jahrhundert bedurften der Rechtfertigung und der Vereinbarkeit vor allem mit der christlichen Religion, die die kolonisierenden Eroberer mit ihren europäischen Entsendemetropolen verband. Die aus dem Mittelalter überkommene Lehre vom „gerechten Krieg“ gegen Nicht-Christen konnte dafür die Grundlage bilden, als Kritik gegen die spanischen Eroberungen im mittel- und südamerikanischen Raum aufkam, die sich auf das Gewaltverbot des Neuen Testaments berief. Mit der päpstlichen Bulle Inter caetera waren den Spaniern 1493 die Rechte an neuen Ländern in Amerika zugebilligt worden, denen sie den katholischen Glauben bringen sollten.
In der Frühen Neuzeit war die Vorstellung der eigenen kulturellen Überlegenheit von Europäern gegenüber anderen Kulturen wie der chinesischen, japanischen, indischen oder muslimischen noch wenig ausgeprägt, wenngleich die europäischen Kolonisatoren in Amerika auch andere Akzente und Eindrücke übermittelten, als unter dem Zugriff von Konquistadorentrupps ganze Großreiche auseinanderbrachen: „Die Europäer mit ihrer weißen Haut, ihren Pferden und Flinten erschienen als Götter. Sie begannen sich selbst als Übermenschen zu fühlen.“
Ein durchgreifendes europäisches Sendungsbewusstsein gegenüber den anderen etablierten Kulturräumen der Welt setzte sich laut Osterhammel aber erst in der Ära der transatlantischen Revolutionen im späten 18. Jahrhundert durch, als „der Westen“ ein ganz neues Zeitalter der Freiheit und Gleichheit einzuläuten sich anschickte und sich dies mit der wirtschaftlichen Dynamik der in Gang kommenden industriellen Revolution verband, die neben Europa auch Nordamerika erfasste. Die Grundelemente kolonialistischen Denkens „in der reifen Spätform“ benennt Osterhammel wie folgt: 1. die Vorstellung von unversöhnlicher Fremdheit bzw. „Andersartigkeit“ in Verbindung mit einem Verhältnis der Über- und Unterlegenheit; 2. den Sendungsglauben in Verbindung mit der Vormundschaftspflicht; 3. die Utopie der politikfreien kolonialen Verwaltung.

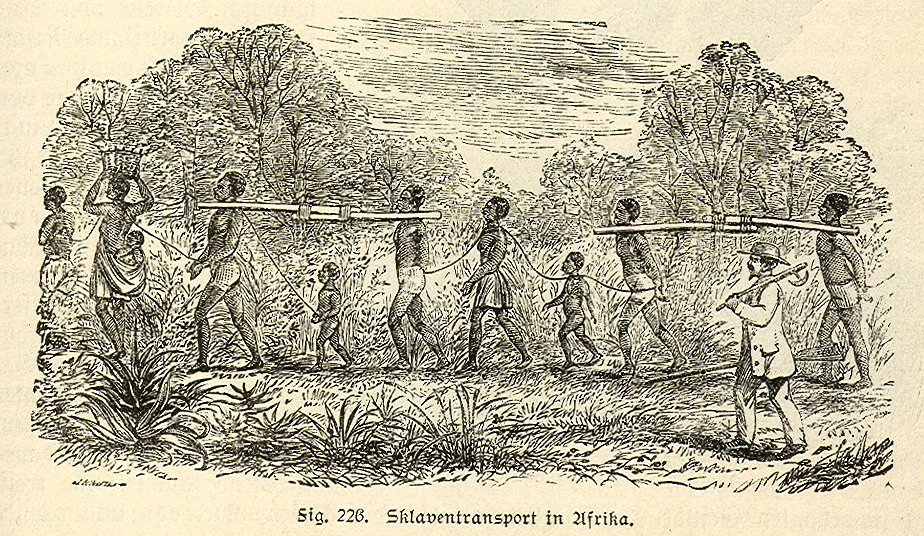
Sklaventransport in Afrika

Aus der Vorstellung von der anthropologischen „Andersartigkeit“ der Kolonisierten, ihrer anderen körperlichen und geistigen Veranlagung, wurde ihre Unfähigkeit zu ähnlichen Taten und Werken gefolgert, wie sie das neuzeitliche Europa hervorgebracht habe. Die vorausgesetzte Unterschiedlichkeit wurde nach Bedarf für diverse Felder geltend gemacht: u. a. als „heidnische Verworfenheit“, als technologische Minderkompetenz in der Naturbeherrschung, als (tropen-) klimatisch geschwächte menschliche Konstitution, schließlich noch als rassisch bedingte Minderwertigkeit. Letztere wurde von Europäern und Amerikanern zumindest während der drei bis vier letzten Jahrzehnte vor dem Ersten Weltkrieg weitgehend einhellig für richtig gehalten.
Die unterstellte anthropologische Differenz diente zur Begründung einer Vormundschaftspflicht der Europäer bzw. „Weißen“ als der höherstehenden Zivilisation bzw. Rasse („the white man’s burden“ – „die Bürde des weißen Mannes“). Nicht Ausbeutung, sondern wechselseitige Ergänzung beider Seiten wurde propagiert. Das schloss die seit dem späten 19. Jahrhundert verbreitete Auffassung ein, der „entwickelte“ Westen habe nicht nur das Recht, sondern stehe in der Pflicht, die natürlichen Ressourcen der tropischen Länder zu erschließen; denn da die Einheimischen dazu nicht in der Lage seien, würden Europäer und Amerikaner, indem sie das übernähmen, nicht nur sich, sondern der ganzen Menschheit einen Dienst erweisen. Eine höherstehende Minderheit stehe in der Verantwortung gegenüber der rückständigen Mehrheit der Menschen. „Kolonialherrschaft wurde als Geschenk und Gnadenakt der Zivilisation verherrlicht, als eine Art von humanitärer Dauerintervention. Die Last der Aufgabe sei dermaßen gewaltig, daß an eine schnelle Erfüllung nicht zu denken sei.“
Da die Europäer die in den Kolonialgebieten vorgefundenen Verhältnisse als chaotisch ansahen, betrachteten sie ihr Handeln vor Ort nicht als Willkürherrschaft, sondern als Ordnung schaffend. Koloniale Verwaltung blieb in dieser Perspektive allerdings immer anfällig für die unterdrückte „Anarchie“ und „Triebhaftigkeit“ unter den Kolonisierten. Demnach durfte man sich keine Schwäche erlauben, da sonst Unruhestifter ermutigt würden, gar ein „Negeraufstand“ losbrechen könnte. Westliche Politikformen eigneten sich aus dieser Sicht nicht für Kolonialgebiete: „Nichts sollte die Ruhe effizienten Administrierens stören.“
Wo in den Kolonien militärische Macht ausgeübt wurde, sollte zugleich innerer Frieden herrschen, indem die einheimische Bevölkerung nach Art der „Pax Britannica“ entwaffnet wurde. Zu aktivieren suchte man die Kolonisierten hauptsächlich durch „Erziehung zur Arbeit“. Dies ließ sich für Nichteuropäer jedoch oft nur als durchsichtige Bemäntelung von Ausbeutungsverhältnissen an und hatte mit Qualifizierung zur Selbständigkeit nichts zu tun. Wann immer diese besagte Erziehung den kolonialen Obrigkeiten aussichtslos erschien, waren die Einheimischen beliebigen Formen willkürlicher Grausamkeit vielfach schutzlos ausgesetzt. Ein extremes Beispiel dafür sind der Vernichtungsbefehl des Generalleutnants Lothar von Trotha gegen das Volk der Herero und das anschließende Vorgehen deutscher Kolonialtruppen 1904 in Deutsch-Südwestafrika.

## Kolonialmächte und ihre „Peripherien“

Kolonisation, 1492–2008

Entstehungsformen und Ausprägungen kolonialer Herrschaft wiesen eine Vielzahl spezifischer Merkmale auf, die teils von den jeweiligen politischen Verhältnissen und sozioökonomischen Hauptinteressen der einzelnen Kolonialmacht abhingen und teils von den im kolonialen Herrschaftsgebiet angetroffenen Bedingungen. Kolonialismus ist deshalb nur in seiner ganzen historischen und geographischen Bandbreite angemessen zu erfassen.

### Neuzeitliche Grundkonstellationen

#### Genua und Venedig
Intensive wirtschaftliche Beziehungen Genuas und Venedigs zum Byzantinischen Reich ermöglichten beiden oberitalienischen Stadtrepubliken Handelsmonopole auszubilden. Sie beherrschten dadurch im Spätmittelalter den gesamten Mittelmeerraum. Es war ihnen im Zuge der Kreuzzüge gelungen, Kolonien bzw. Stützpunkte in der Ägäis, auf der Peloponnes, am Schwarzen Meer und an der Levante zu erwerben. Die Konkurrenzsituation der beiden Stadtstaaten führte zu zahlreichen Seekriegen, bis es Venedig 1380 in der Schlacht von Chioggia schließlich gelang, die endgültige Vorherrschaft im Mittelmeerraum zu erreichen. Mit dieser Niederlage schied Genua aber nicht vollständig aus dem Mittelmeerhandel aus, sondern konnte sogar einige seiner Kolonien bis ins 15. Jahrhundert hinein halten. Erst mit der Expansion des Osmanischen Reiches und der Entdeckung der Neuen Welt zu Beginn der Neuzeit verloren Genua und Venedig ihre Vormachtstellung im Handel an die neuen Seemächte Portugal und Spanien.

#### Portugal und Spanien

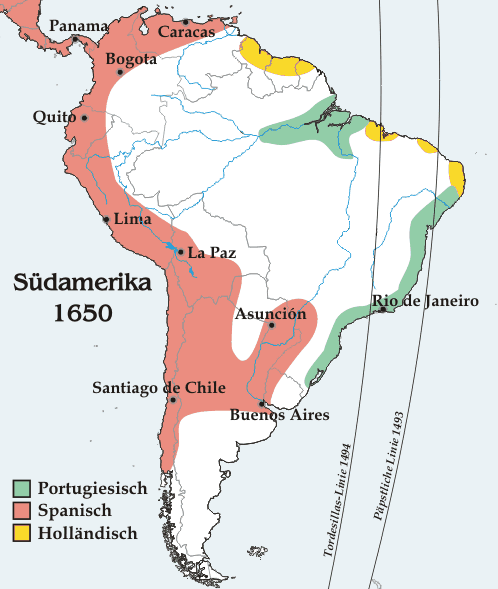
Südamerika um 1650

Nachdem portugiesische Entdecker jenseits des Kaps der Guten Hoffnung den Seeweg nach Indien gefunden und Stützpunkte hauptsächlich für den Gewürzhandel (u. a. Pfeffer, Zimt, Muskat, Gewürznelken) errichtet hatten, erweiterte das Herrscherhaus an der Wende zum 16. Jahrhundert den eigenen Titel: König von Portugal und der Algarve, Herr von Guinea und der Eroberung, der Schiffahrt und des Handels von Äthiopien, Arabien, Persien und Indien. In Südamerika konnte Portugal als mit Spanien rivalisierende Kolonialmacht aufgrund des Vertrags von Tordesillas (1494) nur in Brasilien Fuß fassen. Als die portugiesische Königsdynastie 1580 ausstarb, fiel Portugal mitsamt dem Kolonialbesitz in Personalunion an den spanischen Habsburger Philipp II.
Spaniens Kolonialreich in Mittel- und Südamerika erstreckte sich auf drei unterschiedliche Arten von indigenen Gesellschaftstypen. Das waren die Hochkulturen der Azteken, Maya und Inka mit zentraler Organisation, zweitens dünn besiedelte und weniger gegliederte Herrschaftsbereiche sowie drittens Nomadenvölker. Während man bei den Hochkulturen nach Ausschaltung der hierarchischen Spitze die mittlere Schicht auf die Seite der Eroberer ziehen und an der Kolonialverwaltung beteiligen konnte, was durch das Vorhandensein kalendarischer Orientierung, eines Straßennetzes und einer Schriftkultur erleichtert wurde, kam es im karibischen Raum zur Auslöschung der einheimischen Ethnien, für die die eingeschleppten Krankheiten und die rücksichtslose Ausbeutung durch die Eroberer zur tödlichen Falle wurden. Hingegen konnten sich die in die für die Spanier wenig attraktiven Siedlungsgebieten Südargentiniens, Südchiles, Nordmexikos und in den Regenwäldern beheimateten nomadischen Indianer im Kampf mit der Kolonialmacht behaupten.
Die im päpstlichen Auftrag das Eroberungsgeschehen begleitende christlich-katholische Mission wurde insbesondere von den Bettelorden der Franziskaner und Dominikaner betrieben. In ihren Reihen wurde teils drastische Kritik an den von den Konquistadoren gegenüber den Einheimischen verübten Grausamkeiten laut. Die Anklageschriften eines Bartolomé de Las Casas verbanden das Ziel der Glaubensbekehrung der indigenen Bevölkerung mit dem Vorhalt der Todsünde gegen die eroberungswütigen Landsleute und mit Schutzforderungen für eine menschenwürdige Existenz der zu Bekehrenden.
Seit 1524 gab es am spanischen Hof neben dem Königlichen Rat einen Rat für die überseeischen Gebiete (Consejo de Indias), der für die kolonialen Wirtschafts-, Finanz-, Militär- und Kirchenangelegenheiten zuständig war. Zunächst zwei Vizekönige standen der Verwaltung vor, einer für Neuspanien in Mexiko-Stadt und einer für Peru in Lima. Sie stammten in der Regel aus Spanien und kehrten nach durchschnittlich 6 bis 7 Jahren dahin auch wieder zurück, hatten folglich ein Interesse daran, dass sich ihr Posten wirtschaftlich oder im Sinne der eigenen Karriere rasch auszahlte. Formalrechtlich galten die Indianer unter spanischer Herrschaft – anders als unter der anderer Kolonialmächte – als gleichberechtigte Untertanen der spanischen Krone. Der möglichen Wahrnehmung ihrer Interessen vor Gericht stand aber häufig die Sprachbarriere entgegen.

#### Niederlande

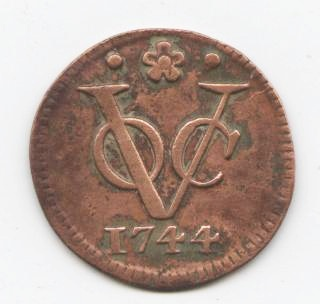
Kleinmünze der Niederländischen Ostindien-Kompanie, 1744

Nach dem erfolgreichen Unabhängigkeitskampf der Niederländer gegen Spanien stiegen diese zur bedeutenden Handels- und Seemacht auf und etablierten sich – vor allem auf Kosten Portugals – als neue Kolonialmacht mit Stützpunkten u. a. in Südafrika, Indien und Südostasien. Träger der niederländischen Kolonialherrschaft waren die aus mehreren Einzelunternehmen 1602 zusammengeschlossene Vereinigte Niederländische Ostindien-Kompanie (VOC) sowie ab 1621 die Westindische Kompanie. Diese wurden durch staatliche Freibriefe mit weitreichenden Rechten ausgestattet, was auch das Unterhalten einer eigenen Armee einschloss. Zur Finanzierung wurden 1606 zum ersten Mal von einer Gesellschaft Aktien ausgegeben und die Anteilseigner als Teilhaber aufgenommen. Die Dividende betrug durchschnittlich 18 % pro Jahr. Besonders profitable Zweige bildeten die Beschaffung von Gewürzen und anderen Luxusartikeln.
Neben Sumatra und Borneo waren wegen des Zugangs zu Muskatnüssen auch die Molukken für die Niederländer besonders lukrativ. Als man dort auf dem Banda-Archipel mit dem Abschluss einseitig vorteilhafter Verträge scheiterte, verübte der militärische Arm der VOC einen Massenmord unter den Einwohnern. Die danach entvölkerten Inseln übernahmen niederländische Plantagenbetreiber, die importierte Sklaven beschäftigten.
Neben dem bereits 1621 gegründeten VOC-Stützpunkt Batavia verschaffte sich die Vereinigte Ostindien-Kompanie die Herrschaft über weitere wichtige Hafenstädte und Umschlagplätze wie Malakka (1641), Makassar (1669) und Banten (1682). Dieser „Stützpunktkolonialismus“ wurde im 18. Jahrhundert weiter ausgebaut: Weniger die territoriale Kontrolle als das funktionierende Netzwerk und die gute Einbindung in das regionale System waren dafür kennzeichnend. Unter Ausnutzung der politischen Fraktionierung auf Java etablierte die VOC bis zum Ende des 18. Jahrhunderts dort aber doch eine militärisch gestützte indirekte Territorialherrschaft.
Mit dem frühen niederländischen Kolonialismus in Südostasien ging auf Herrschaftsebene die Ausbildung einer Mischgesellschaft und -kultur einher, in der niederländische Vorstellungen zwar dominierten, aber von Elementen indonesischer Kultur durchdrungen wurden. Denn die niederländischen Männer kamen zumeist allein in die asiatischen Kolonialgebiete und gingen dort sehr oft Verbindungen mit einheimischen Frauen ein, sodass diese sowie die gemeinsamen Kinder Teil der Führungsschicht wurden. Diese Mischkultur erlangte zunehmend Einfluss in der Gesamtgesellschaft und führte zur Ausbildung eigener Baustile und Kunstformen, einer eigenen Musik und Literatur.

#### England – Großbritannien – British Empire
Kurz vor den Niederländern hatten im Jahr 1600 die Engländer bereits eine Ostindien-Kompanie (BEIC) gegründet, die den Fernhandel auf kolonialer Basis ankurbeln sollte. Im 17. Jahrhundert, das zur goldenen Zeit der Niederlande werden sollte, behielten diese aber doch die Oberhand, auch weil England es mit Revolution und Bürgerkrieg zu tun hatte und in den Seekriegen nicht obsiegte. Mit den Navigationsakten 1651, dem Ausgang der Glorious Revolution 1689 und der Schaffung des Königreichs Großbritannien durch die Union Englands mit Schottland 1707 verschoben sich aber die Kräftegewichte für das 18. Jahrhundert zugunsten der Briten.
Nachdem der niederländische Statthalter Wilhelm von Oranien infolge der Glorious Revolution englischer König geworden war, kam es zu einer Aufteilung der Einflusssphären in Asien zwischen den beiderseitigen ostindischen Kompanien: Während die Niederländer sich auf Indonesien konzentrierten, weiteten die Briten ihre Vorposten in Indien, wie z. B. Madras, Bombay und Kalkutta, zu einer dauerhaften Kolonialherrschaft aus.

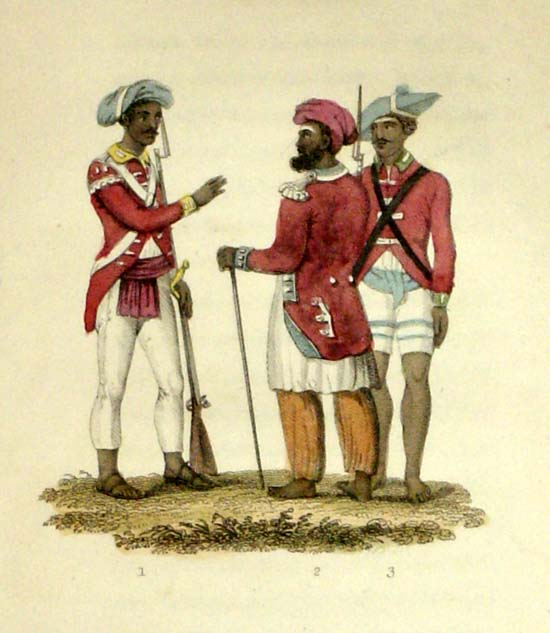
Sepoys

Hatte der englische Überseehandel in Asien anfänglich auch auf Gewürze und speziell auf Pfeffer gezielt, so verlagerte sich der Schwerpunkt zunehmend auf die Einfuhr von Baumwolle und Tee. Für den Transport nutzte die BEIC nicht eine eigene Handelsflotte, sondern angemietete Schiffe. Andererseits übte sie die Kontrolle über ihr indisches Herrschaftsgebiet auch militärisch mit Hilfe einheimischer Truppen aus, der Sepoy, die von britischen Offizieren geführt wurden. Bei der Einbeziehung zahlreicher indischer Fürstentümer in die britische Kolonialherrschaft zeigte man sich flexibel, was die vertraglichen Einzelheiten betraf, die die BEIC vorwiegend zum eigenen Vorteil schloss. Großteils handelte es sich dabei um Formen indirekter Herrschaftsorganisation. Die enorme Ausdehnung des indischen Kolonialgebiets und notorischer Personalmangel auf britischer Seite hatten zur Folge, dass nur die Verwaltungsspitzen britisch besetzt waren, während der Großteil der Verwaltungsaufgaben von indischen Angestellten erledigt wurde. Im entwickelten Stadium der britischen Kolonialherrschaft über Indien wurde die Handelsgesellschaft in einen Arm der staatlichen Administration umgewandelt.
Auch in der Karibik und in Nordamerika kam es bereits im Laufe des 17. Jahrhunderts zum Auf- und Ausbau zahlreicher britischer Kolonien. Auf den Karibik-Inseln St. Lucia, Barbados und Nevis praktizierte auch das britische Kolonialregime die Plantagenwirtschaft mit afrikanischen Sklaven. Gänzlich anders lagen die Verhältnisse in den Siedlungskolonien an der nordamerikanischen Ostküste, wo unter anderem ein Neuengland entstand, hauptsächlich als Ort der Zuflucht und Verheißung für Puritaner und Nichtanglikaner, die so dem Druck der englischen Staatskirche ausweichen konnten. Sie verschafften sich Landbesitz und breiteten sich nach Westen aus, indem sie die indianische Bevölkerung aus ihren Siedlungsgebieten verdrängten. Die Kolonisten blieben aber Untertanen der englischen Krone, bis sie sich im Amerikanischen Unabhängigkeitskrieg im letzten Viertel des 18. Jahrhunderts von ihr befreiten.

Die Unabhängigkeitserklärung wird dem Kontinentalkongress vorgelegt. Gemälde von John Trumbull (um 1816)

Nicht nur religiöse Dissidenten und Bedrängte auf der Suche nach einer neuen wirtschaftlichen Existenz waren von England in die nordamerikanischen Kolonien gekommen, sondern auch zu Zwangsarbeit verurteilte Sträflinge: Zwischen 1718 und 1775 wurden etwa 50.000 Sträflinge allein auf die Tabakplantagen in Virginia und Maryland verbracht. Mit der Unabhängigkeit der Vereinigten Staaten von Amerika entfiel dieser Verbringungsort. Als James Cook aber auf Forschungsreise 1770 an die Ostküste Australiens gelangte und den Kontinent anschließend für die britische Krone in Besitz nahm, wurde ab 1788 dort eine Sträflingskolonie errichtet. Australien und Neuseeland wurden im 19. Jahrhundert bevorzugte Ziele britischer Auswanderer.
Als in den 1920er Jahren die koloniale Welt ihr universalhistorisches Maximum erreichte, entfiel der Löwenanteil auf das British Empire. Die vom Vereinigten Königreich beherrschten Gebiete umfassten im Jahr 1921 ein Gebiet von über 37 Millionen km², etwa ein Viertel der von Land bedeckten Erdoberfläche. Die Gesamtbevölkerung betrug ca. 500 Millionen (rund ein Viertel der damaligen Weltbevölkerung).

#### Frankreich

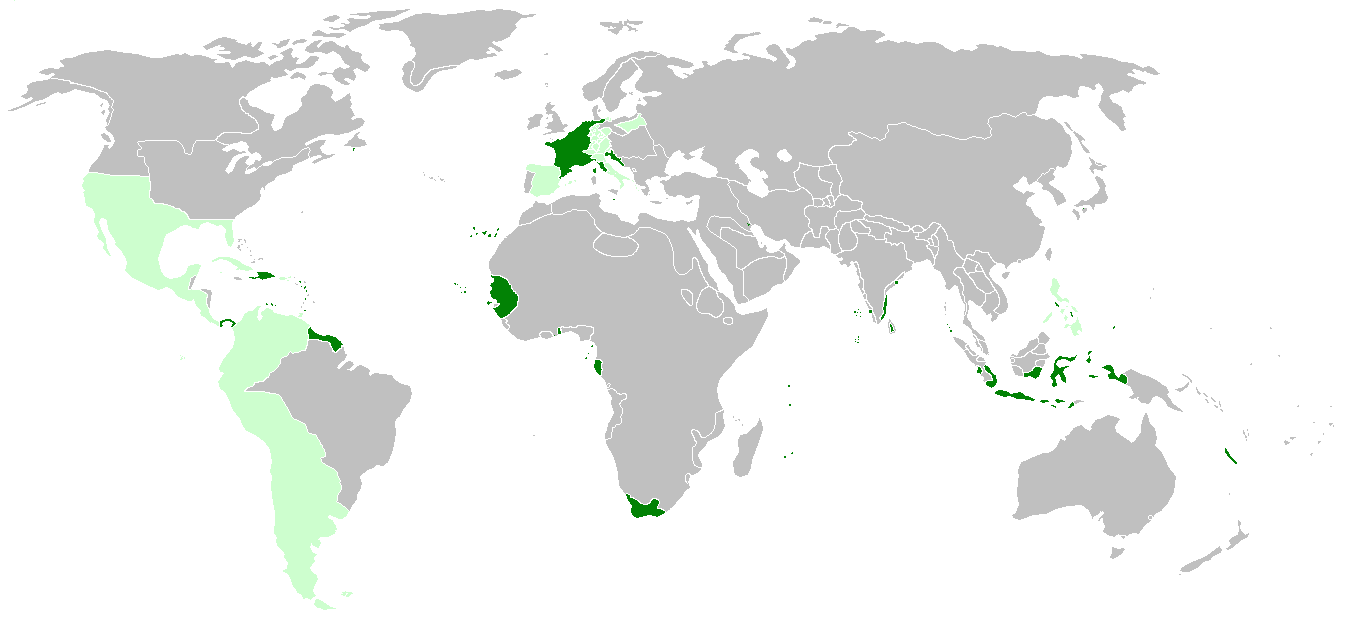
Das napoleonische französische Kaiserreich mit besetzten Gebieten zur Zeit seiner größten Ausdehnung 1812

Zu Wegbereitern des französischen Kolonialismus in Nordamerika wurden Jacques Cartier und Samuel de Champlain; letzterer gründete Neufrankreich. Dieses reichte auf dem Höhepunkt seiner Ausdehnung im Jahre 1712 von Neufundland zu den Großen Seen und von der Hudson-Bucht bis zum Golf von Mexiko. Auch einige karibische Inseln und Indien waren frühneuzeitliche Objekte französischer Kolonialpolitik. Damit bestand von Anbeginn ein Konkurrenzverhältnis vor allem mit dem britischen Kolonialismus, ausgetragen in einer Reihe kriegerischer Auseinandersetzungen, den Franzosen- und Indianerkriegen. Im Pariser Frieden 1763 nach dem Siebenjährigen Krieg musste Frankreich den Großteil seiner Kolonien an Großbritannien abtreten. Die Reste der kolonialen Besitzungen in Nordamerika wurden unter Napoleon Bonaparte 1803 an die USA verkauft.
Einen neuen Anlauf nahm die französische Kolonialpolitik ab 1830 vor allem in Afrika und nach Mitte des 19. Jahrhunderts in Französisch-Indochina. Damit wurde Frankreich nach Großbritannien zur weltweit zweitgrößten Kolonialmacht. Dabei verfolgten die Franzosen mit Rückgriff auf die Leitideen der Französischen Revolution eine zivilisatorische Mission im Sinne der Assimilation der Kolonisierten, besonders im Maghreb. Angesichts der im Zuge fortschreitender Eroberungen während des 19. Jahrhunderts auf über 25 Millionen anwachsenden kolonialen Bevölkerung in Afrika war es jedoch nur eine winzige Minderheit französischer Untertanen, die tatsächlich gleichberechtigt „emanzipiert“ wurden. Und während Algerien mit einem vergleichsweise hohen Bevölkerungsanteil französischer Kolonisten schließlich administrativ nach dem Muster französischer Départements gegliedert wurde, begnügte man sich ansonsten damit, die Herrschaft über ein System von Häuptlingen zu organisieren, die sich den Kolonialherren als hinreichend gefügig und dafür geeignet darstellten.
Das Gros der europäischen Siedler in Algerien wie auch in den französischen Protektoraten Tunesien und Marokko konzentrierte sich in den Städten, wobei Algier nach 1880 zu gut drei Vierteln von Europäern bewohnt war und städtebaulich großteils im Pariser Haussmann-Stil umgestaltet wurde. Gerade die ländliche Agrarkolonisation der Europäer mit Unterstützung der französischen Staatsmacht wirkte sich aber für die muslimische Landbevölkerung fatal aus; denn durch Enteignungen unter allerlei Vorwänden wurde sie auf kleinere Landflächen und schlechtere Böden verdrängt.

#### Deutschland und Österreich

Deutsche Kolonien 1910 (zeitgenössische Karte)

Unter den Landesherrschaften des Heiligen Römischen Reiches deutscher Nation verschaffte sich nennenswert allein Brandenburg-Preußen gegen Ende des 17. Jahrhunderts zu Handelszwecken, für die eine Brandenburgisch-Afrikanische Compagnie gegründet wurde, kurzzeitig überseeischen Kolonialbesitz im westafrikanischen Groß Friedrichsburg (1683–1717). Auch die österreichische Habsburgermonarchie entfaltete nur in verhältnismäßig geringem Umfang koloniale Aktivitäten. Nachdem im Jahre 1771 Triest zum Freihafen erklärt worden war, gründete die regierende Erzherzogin Maria Theresia die Triestiner Ostindische Handelskompanie (1775–1785) unter dem Kommando des Holländers William Bolts. Die Schiffe der Handelskompanie erwarben 1777 einen Hafen im heutigen Mosambik (1781 an Portugal) und proklamierten 1778 vier Inseln der Nikobaren als österreichische Kolonie, die allerdings bereits 1785 an Dänemark zurückfiel.
In Deutschland gab es in der Ära zwischen 1848 und 1884 eine Form des privatwirtschaftlichen Kolonialismus, in welchem Unternehmer und Unternehmen eine zentrale Rolle spielten: Der Colonisations-Verein von 1849 in Hamburg war ein Beispiel für einen „Kolonialismus von unten“, d. h. gestützt auf Initiativen der Privatwirtschaft bzw. Zivilgesellschaft und nicht des Staates. Ein Zusammenschluss von profilierten Hamburger Händlern und politisch engagierten Personen organisierte die Übersiedlung deutscher Auswanderer nach Brasilien mit dem Ziel des Aufbaus einer Kolonie. Mit dieser kolonialen Unternehmung sollte vor allem auch der Handel in und mit Südamerika und der Zugriff auf Anbauflächen gestärkt werden. Ein weiteres herausragendes Beispiel dafür, dass – trotz einer fehlenden staatliche Kolonialpolitik – von Deutschland eine Art „ökonomischer Imperialismus“ ausging, ist in der kolonialen Geschichte Guatemalas zu finden. Deutsche Unternehmen kontrollierten zu einem erheblichen Teil den Kaffeemarkt und viele ökonomische Aktivitäten in dessen Kontext. Der Produktionsprozess und auch die Handelsschifffahrt wurde von deutschen Banken und Produzenten finanziert und kontrolliert.
Eine im Wesentlichen auf Ideen des Hamburger Kaufmanns Adolph Woermann basierende Denkschrift der Hamburger Handelskammer vom Juli 1883 wird als Schlüsseldokument der deutschen Kolonialreichsgründung angesehen. Die Schrift ist erstens Nachweis der starken ökonomischen Interessen der Hamburger Kaufmannschaft in Westafrika. Zweitens dokumentiert sie eine „Strategie des imperialen Ausgreifens“ indem sie die Forderungen, etwa nach Meistbegünstigungsverträgen bis hin zur kolonialen Annexionen, enthält. Durch die Schrift der Unternehmer wurden Reichskanzler Otto von Bismarck Gründe für seinen Kurswechsel hinsichtlich der kolonialen Frage geliefert.

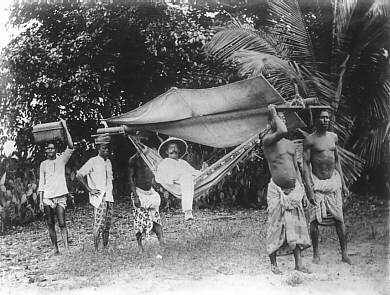
Deutscher Kolonialherr in Togo (ca. 1885), damals deutsche Kolonie, nach dem Ersten Weltkrieg französisches Mandatsgebiet

Seit Gründung des Deutschen Kaiserreichs wurden in der Öffentlichkeit immer lauter Kolonien gefordert. 1882 gründete sich zum Beispiel ein Deutscher Kolonialverein mit dem Ziel, Werbung für ein deutsches Kolonialreich zu machen. Reichskanzler Otto von Bismarck lehnte diese Ideen sowohl aus wirtschaftlichen als auch aus sicherheitspolitischen Erwägungen ab. Aus unterschiedlichen Beweggründen wurde im April 1884 das sogenannte „Lüderitzland“ als Keimzelle des späteren Deutsch-Südwestafrika unter den „Schutz“ des Deutschen Reichs gestellt. Auch in Deutsch-Ostafrika, Kamerun und Togo sowie in Deutsch-Neuguinea wich die informelle Besitzergreifung nach kurzer Zeit einer formellen Kolonialherrschaft. In unzugänglichen Regionen wie Nordkamerun oder dem späteren Ruanda-Urundi wurden jedoch auch indirekte Herrschaftsformen praktiziert. Die territoriale Expansion war mit dem sogenannten Helgoland-Sansibar-Vertrag von 1890 weitgehend beendet. Bis 1914 folgten lediglich vereinzelte Neugründungen und Gebietserweiterungen (Kiautschou, Mikronesien, Neukamerun, östliches Salaga-Gebiet, Deutsch-Samoa). Bis auf den Marinestützpunkt Tsingtau waren diese eher von symbolischer Bedeutung. Mehrere große Aufstände und Kolonialskandale sorgten jedoch auch in Deutschland für Aufmerksamkeit und teils heftige Diskussionen.
Besonders der Aufstand der Herero und Nama in Südwestafrika (1904–1907) sowie der Maji-Maji-Aufstand (1905–1908) in Ostafrika kosteten abertausende Afrikaner das Leben. Die Politik unter Staatssekretär Bernhard Dernburg sollte dem eigenen Anspruch nach eine neue Form des deutschen Kolonialismus einleiten. So wurden nun Investitionen in die koloniale Infrastruktur vorgenommen, etwa in das Gesundheits-, das Nachrichten- und Verkehrswesen. Bedingt durch den Ausbruch des Ersten Weltkriegs und die anschließende Abtretung der Kolonien kam diese Entwicklung jedoch lediglich ansatzweise zum Tragen. Als Kolonialrevisionismus blieb der Kolonialismus auch in der Zwischenkriegszeit eine bedeutende Strömung der deutschen Politik. In der NS-Zeit erarbeitete das Kolonialpolitische Amt Pläne für den Fall der Rückgabe deutscher Kolonien. Seit dem Zweiten Weltkrieg hingegen ist der deutsche Kolonialismus in der Wissenschaft und den Medien weniger präsent.

#### Russland

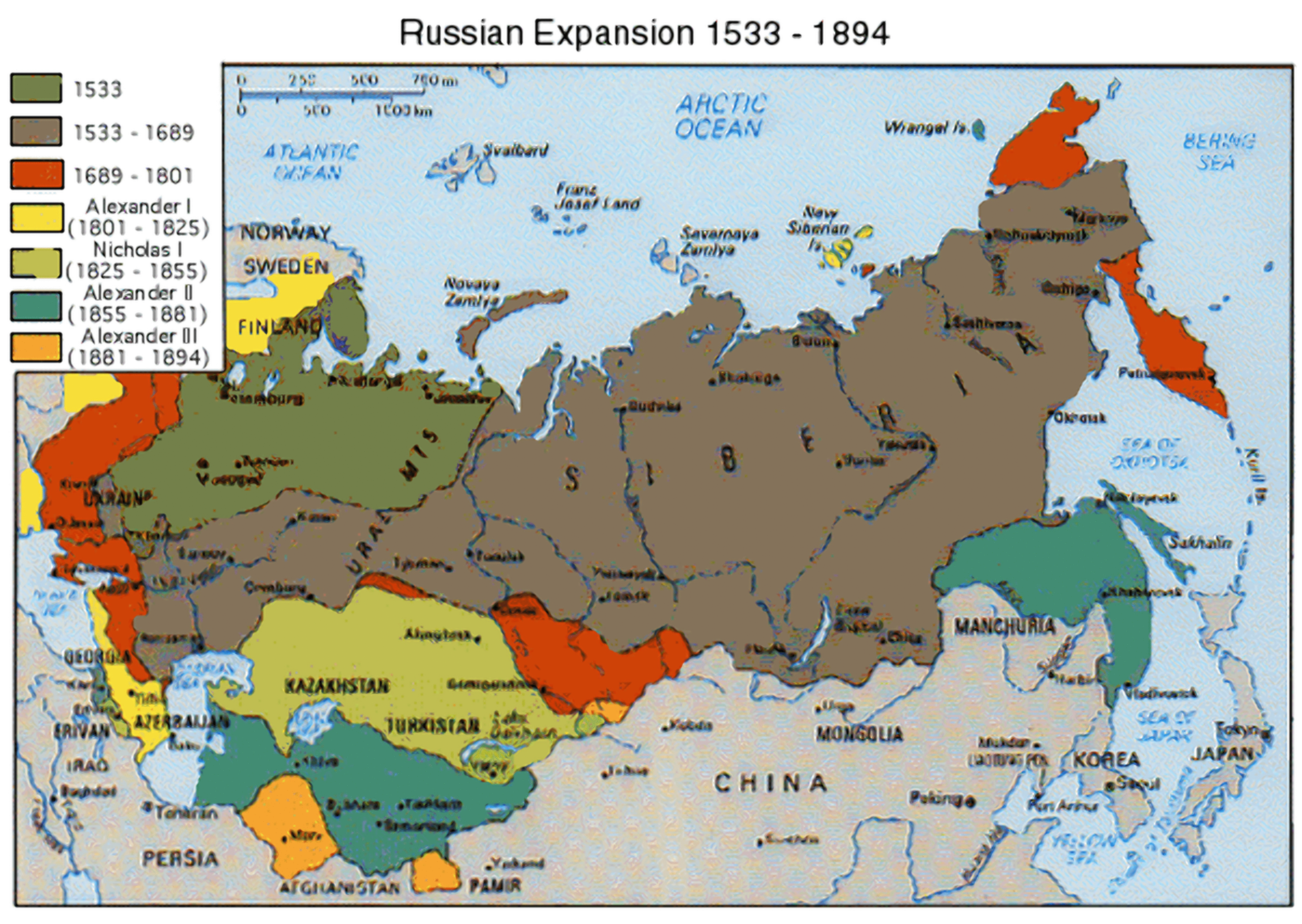
Russische Expansion zwischen 1533 und 1896

Die kolonialen Bestrebungen Russlands richteten sich vor allem auf Zentralasien; so wurde ab der Gründung des Moskauer Reiches und mit der Etablierung des Zarentums das russische Staatsgebiet über Sibirien nach Osten hin ausgedehnt. Mitte des 19. Jahrhunderts reichte es sogar bis Alaska in Nordamerika. Dabei bestanden Stützpunkte südwärts bis nach Kalifornien. Seit der Ära Zar Peters I. verstand sich Russland als europäische Großmacht und begann sich auch in südlicher Richtung zu engagieren. Dort stieß es auf die Interessensphären Großbritanniens (Britisch-Indien) und des Osmanischen Reiches (Schwarzes Meer). Dies führte zum „Great Game“ mit Großbritannien um die Vorherrschaft in Zentralasien. In kriegerischen Auseinandersetzungen um Randgebiete des zerfallenden Osmanischen Reiches zerbrach die Heilige Allianz. Nach dem Krimkrieg musste Russland im Pariser Frieden von 1856 das Donaudelta und das südliche Bessarabien an das Fürstentum Moldau abtreten, sowie das Protektorat über die Donaufürstentümer aufgeben, die russische Truppen 1853 besetzt hatten. Außerdem musste es sich zur Entmilitarisierung des Schwarzen Meeres und der Åland-Inseln verpflichten. Im Russisch-Japanischen Krieg 1904/1905 versuchte Russland vergeblich, Japan die Vormachtstellung in der Mandschurei und in Korea abzunehmen. Seine Niederlage war einer der auslösenden Faktoren der Russischen Revolution von 1905.

#### Sowjetunion
Nach der Oktoberrevolution von 1917 zerbrach das russische Imperium im Bürgerkrieg weitgehend und beschränkte sich im Wesentlichen auf das großrussische Kerngebiet. Polen (bzw. dessen seit den Teilungen Polens zu Russland gehörenden Ostgebiete), Finnland, die baltischen Staaten und kurzzeitig die Ukraine lösten sich in den Jahren 1918 und 1919 von Russland ab und wurden (wieder) unabhängige Staaten. Russische Binnenkolonien wie z. B. Armenien, Aserbaidschan, Staaten des Baltikums, Kasachstan, Kirgisistan, Bessarabien, Tadschikistan, Turkmenistan, Usbekistan oder Belarus erlangten nach der Oktoberrevolution in der Regel den Status einer autonomen Republik. Hintergrund war die Aufnahme des Punktes „Selbstbestimmungsrecht der Völker bis zur Lostrennung und Bildung eines selbständigen Staates“ in das Parteiprogramm der nun herrschenden Bolschewiki. Die vor-nationale Ordnung des Zarenreichs sollte durch eine proletarische nach-nationale Ordnung ersetzt werden, wobei die Phase des Nationalstaats übersprungen werden sollte.
Dabei wurde das Selbstbestimmungsrecht der Völker bereits von Lenin als „taktische Waffe“ im Sinne des bolschewistischen Machterhalts benutzt und durch Stalin, der bis 1923 das Volkskommissariat für Nationalitätenfragen leitete, ganz nach Bedarf gehandhabt. So wurde beispielsweise mit Hilfe russischen Militärs 1918 die islamische Regierung im usbekischen Kokand ebenso beseitigt wie 1921 die Unabhängigkeit des christlichen Georgiens. Erst nach dem Zerfall der Sowjetunion erlangten viele der ehemaligen russischen Binnenkolonien sowie alle Nachfolgestaaten der Sowjetunion die staatliche Unabhängigkeit.

### Spätformen und Ende des Kolonialismus

#### Der Wettlauf um Afrika

Kolonien in Afrika (1914)

Der um 1880 einsetzende Wettlauf der europäische Kolonialmächte um Territorialbesitz in Afrika (engl. Scramble for Africa) gehört zu den für das Zeitalter des Imperialismus charakteristischen Erscheinungsformen. Vor 1875 bestanden größere europäische Herrschaftsgebiete nur nördlich der Sahara und in Südafrika. Ansonsten beschränkte sich die europäische Präsenz auf diesem Kontinent bis dahin im Wesentlichen auf küstennahe Handelsstützpunkte. Bis zum Beginn des Ersten Weltkriegs 1914 erweiterten die europäischen Mächte ihren Kolonialbesitz um mehr als 23 Millionen km². Außer Äthiopien und Liberia gab es keine unabhängigen Gebiete mehr in Afrika, stattdessen neben britischen und französischen Kolonien auch deutsche, portugiesische, spanische, italienische und belgische. Die Motivlage, die den Wettlauf um Afrika vorantrieb, ist mehrschichtig. Neben ökonomischen, geopolitischen und missionarischen Interessen, werden auch Nationalprestige, Forscherdrang und Abenteuerlust in unterschiedlicher Gewichtung zur Erklärung herangezogen. Die sich ausbreitende Ideologie der rassischen Überlegenheit wurde mit der heute obsoleten Hamitentheorie untermauert, die den beherrschten Völkern die Fähigkeit absprach, sich selbst zu verwalten.
Nachdem 1881 die Franzosen in Tunesien ein Protektorat errichtet hatten und es zur britischen Besetzung Ägyptens im Zuge der Niederschlagung des Urabi-Aufstandes 1882 gekommen war, wurde der Kongo zum Objekt kolonialer Begehrlichkeiten, die neben beiden etablierten Kolonialmächten auch besonders der belgische König Leopold II. hegte. Als die Aktivitäten Frankreichs, Belgiens und Portugals im Mündungsbereich des Kongo die Gefahr eines Krieges heraufbeschworen, erbot sich Reichskanzler Otto von Bismarck auf der Kongokonferenz in Berlin (1884/85) zu vermitteln. Denn auch im Deutschen Kaiserreich waren unterdessen koloniale Interessen (s. o.) an und in Afrika aufgekommen. Die Berliner Konferenz garantierte Handelsfreiheit im Kongogebiet für alle 14 Signatarmächte und legte allgemein fest, dass nur diejenige Macht das Recht auf Erwerb einer Kolonie haben sollte, die sie auch tatsächlich in Besitz nahm (Prinzip der Effektivität). Dieser Beschluss bildete die Grundlage für die in den folgenden Jahren deutlich beschleunigte Aufteilung Afrikas in Kolonien durch die europäischen Mächte.
Nach der Niederschlagung des Mahdi-Aufstandes im Sudan durch die Anglo-Egyptian Nile Expeditionary Force unter Horatio Herbert Kitchener beschwor die Faschodakrise 1898 die Gefahr einer militärischen Konfrontation zwischen den Kolonialmächten Frankreich und Großbritannien herauf. Hier kollidierten französische Ansprüche auf das Territorium des Sudans – um eine territoriale Verbindung zum Roten Meer herzustellen und damit einen Ost-West-Gürtel von Dschibuti bis Dakar zu schaffen – mit dem britischen Bestreben, das Niltal zu kontrollieren und sich der Vision einer Nord-Süd-Verbindung von Kairo bis zum Kap der Guten Hoffnung anzunähern. Mit dem Sudanvertrag 1899 wurde zwischen beiden Mächten ein Ausgleich ihrer kolonialen Interessensphären in Afrika hergestellt, der den Wettlauf beendete und den Weg zur nachfolgenden Entente cordiale freimachte. Auch danach gab es noch krisenhafte Spannungen und Streitigkeiten um koloniale Ansprüche in Afrika zwischen Großbritannien, Deutschland, Frankreich, Belgien und Portugal, die sich bis 1914 aber nicht mehr in grundlegenden Änderungen der Kolonialgrenzen niederschlugen.

#### Der Erste Weltkrieg als Zäsur

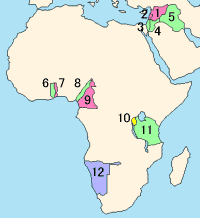
Historische Mandatsgebiete in Afrika und Vorderasien:
1. Syrien (franz.),
2. Libanon (franz.),
3. Palästina (brit.),
4. Transjordanien (brit.),
5. Irak (brit.),
6. Togoland (brit.),
7. Togoland (franz.),
8. Kamerun (brit.),
9. Kamerun (franz.),
10. Ruanda-Urundi (belg.),
11. Tanganyika (brit.) und
12. Südwest-Afrika (südafr.).

Mit dem Ersten Weltkrieg kam es zu Verschiebungen und neuen Entwicklungen in der Kolonialpolitik. Das Deutsche Kaiserreich verlor bereits bald nach Kriegsausbruch seine nicht verteidigungsfähigen Besitzungen in West- und Südwestafrika an die Entente-Mächte und die mit ihnen verbündete Südafrikanische Union. Nur Frankreich setzte afrikanische Soldaten – erst Freiwillige, dann auch in den Kolonien Zwangsrekrutierte – während des ganzen Krieges zur Verstärkung an der eigenen Front gegen Deutschland ein, und zwar häufig in besonders gefährlichen Abschnitten oder in vorderster Linie bei Angriffen auf stark befestigte deutsche Stellungen. Im Friedensvertrag von Versailles wurden die vormaligen deutschen Kolonien den Siegermächten zwar formal nur als Mandatsgebiete des Völkerbunds übertragen; faktisch aber bedeutete dieses Regelung, dass Frankreich sein westafrikanische Kolonialreich arrondierte und Großbritannien in Ostafrika nun die schon länger anvisierte durchgängige Nord-Süd-Verbindung durch eigenes Kolonialgebiet erlangte.
Zu den bedeutsamen Folgen des Ersten Weltkriegs gehörte auch, dass die USA als Seemacht zu Großbritannien aufgeschlossen hatten. Doch nicht nur diese Weltkriegsverbündeten, sondern auch Japan strebte mit seinen kolonialen Ambitionen die Rolle einer erstrangigen Seemacht an. Ein Flottenrüstungswettlauf wie vormals zwischen Deutschland und Großbritannien wurde nun aber vermieden: Im Washingtoner Abkommen vereinbarten die fünf Hauptseemächte maximale Tonnagezahlen für ihren Schlachtschiffbau, wobei die USA und Großbritannien gleichauf an der Spitze standen, gefolgt von Japan und den ebenfalls mit gleicher Gesamttonnage angesetzten Frankreich und Italien. Vor allem Indien als Zentrum der britischen kolonialen Interessen erschien damit gesichert, zumal Hongkong und Singapur als äußere Vorposten zu Festungen ausgebaut wurden.
Die Eigenständigkeit der als Dominions zur Selbstverwaltung gelangten, mehrheitlich von europäischen Siedlern bevölkerten britischen Kolonien – darunter Kanada, Australien und Neuseeland – gewann im engen militärischen Zusammenschluss mit dem Mutterland während des Ersten Weltkriegs weiter an Boden, was in der Balfour-Erklärung 1926 und im Statut von Westminster 1931 auch schriftlich fixiert wurde. Die Perspektive eines solchen Dominion-Status könnte auch im Unabhängigkeitskampf Indiens unter Mahatma Gandhi dazu beigetragen haben, den Widerstand gegen das britische Kolonialregime weitgehend gewaltfrei auszutragen.
Der französische Kolonialismus der Zwischenkriegszeit in den 1920er und 1930er Jahren propagierte die Assimilation nicht mehr in gleicher Weise wie teils im 19. Jahrhundert. Da es nach der Phase der kolonialen Expansion annähernd ebenso viele gelbe, braune und schwarze „Franzosen“ gab wie weiße, stellte sich eine konsequente Assimilation nun als utopisch dar. Als Konsequenz ersetzte man das Assimilationskonzept durch eine Politik der Assoziation, bei der die farbigen Kolonisierten – von ausgewählten Anpassungswilligen abgesehen – aber nicht als „Bürger“ (Citoyens), sondern als „Untertanen“ (Sujets) geführt wurden.
In volkswirtschaftlicher Hinsicht wurden die kolonialpolitischen Weichen nach dem Ersten Weltkrieg ebenfalls neu gestellt. Während der Kolonialismus für Frankreich und Großbritannien vor 1914 – trotz teilweise hoher Gewinne einzelner Firmen und Spekulanten – wegen der Kosten für Militär und Verwaltungsbürokratie in den Kolonien eher ein Verlustgeschäft gewesen war, begann er sich nun aufgrund von Investitionen in die koloniale Infrastruktur, die speziell Frankreich vornahm, für die Mutterländer zu rentieren. Den großen Eisenbahnbauten folgte der Ausbau von Landstraßen, die auch entlegene Gegenden für den Lastwagenverkehr erschlossen und das einheimische Transportunternehmertum ankurbelten. Zugleich wurden damit Grundlagen für eine neue Logistik kolonialer Herrschaftssicherung gelegt, indem militärische Verbände schneller und einfacher zu Unruheherden transportiert werden konnten. Hinzu kamen die neuen Möglichkeiten von Luftüberwachung und Luftangriffen. Dadurch, dass mittels neuer Verkehrswege sich die Exportproduktion von den Küstenregionen immer weiter ins Binnenland erstreckte, kam es zu einem zunehmend profitablen Aufschwung der kolonialen Exportwirtschaft.
Als neue Kolonialmacht mit ausgreifenden Ambitionen suchte sich in der Zwischenkriegszeit das faschistische Italien zu etablieren. Libyen, das von Italien 1911 als Kolonie annektiert worden war, aber im Weltkrieg nicht gehalten werden konnte, wurde in jahrelangen Kämpfen bis 1932 zurückerobert. 1936 wurde in einem unverhüllten Angriffskrieg unter Einsatz nicht nur der Panzer- und Luftwaffe, sondern auch von Giftgas Äthiopien erobert. Die nordafrikanischen Kolonien in Libyen und der Kyrenaika wurden von Mussolini hauptsächlich als Siedlungsland für den italienischen Bevölkerungsüberschuss genutzt: Bis 1939 wurden 120.000 Italiener dort ansässig, hauptsächlich als Agrarkolonisten und Weinbauern.

#### Das Ende der Kolonialzeit
Die Ära des Kolonialismus im engeren Sinne ging in den Jahrzehnten nach dem Zweiten Weltkrieg zu Ende, als das „zerstörte und ausgeblutete Europa“ laut Boris Barth nicht mehr in der Lage war, sich die Restauration kolonialer Herrschaft zu leisten. Die neuen Konstellationen zeigten sich nach und nach; denn Briten, Franzosen und Niederländer hatten mit Hilfe der USA ihre im Pazifikkrieg an Japan verlorenen Besitzungen in Asien zunächst zurückgewonnen, während sie ihre Positionen in Afrika sowie im Mittleren Osten behauptet hatten.

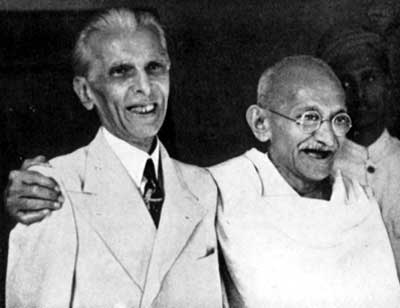
Muhammad Ali Jinnah und Mahatma Gandhi, die wichtigsten Anführer der indischen Unabhängigkeitsbewegung

Für Großbritannien, dessen „Kronjuwel“ Britisch-Indien schon in der Zwischenkriegszeit zur Unabhängigkeit gedrängt hatte, kam es aber noch in der zweiten Hälfte der 1940er Jahre zur Aufgabe großer Teile seines Kolonialreichs, als Indien, Pakistan und Burma die Unabhängigkeit erlangten – allerdings um den Preis blutiger Auseinandersetzungen und Gewaltexzesse zwischen Hindus und Moslems infolge der Aufteilung. Den Emanzipationsbestrebungen der britischen Kolonien in Afrika in den 1950er und 1960er Jahren bot London die Perspektive einer an wirtschaftliche und politische Stabilitätsbedingungen gekoppelten self governance sowie die Möglichkeit des Verbleibs im britischen Commonwealth of Nations. „So gesehen“, schrieb Franz Ansprenger, „baute England nach dem Zweiten Weltkrieg nicht ein Empire ab, sondern ein neues Commonwealth auf.“ Das britische Zurückweichen sei mit der Vorstellung verbunden gewesen, auf eine bessere und gesündere Weltordnung hinzusteuern und habe die schwächeren europäischen Kolonialmächte Frankreich, Niederlande und Belgien diesbezüglich unter Zugzwang gesetzt.
Der in den Nachkriegsjahrzehnten stattfindende Entkolonialisierungsprozess verlief gleichwohl auf je spezifische Weise, und zwar in Abhängigkeit von Wirkungsfaktoren wie der Stärke und Aktionsformen der kolonialen Befreiungsbewegungen, der Gewaltbereitschaft von Kolonialregimen und Siedlern, der kolonialwirtschaftlichen Interessen und Weichenstellungen in den Metropolen bzw. Mutterländern sowie der Einflussnahme Außenstehender, insbesondere der nunmehrigen Supermächte USA und UdSSR. So stand etwa der sich mancherorts lange hinziehende britische Rückzug weniger als der französische unter dem Druck von nationalen Befreiungsbewegungen, die Entscheidungen erzwangen.

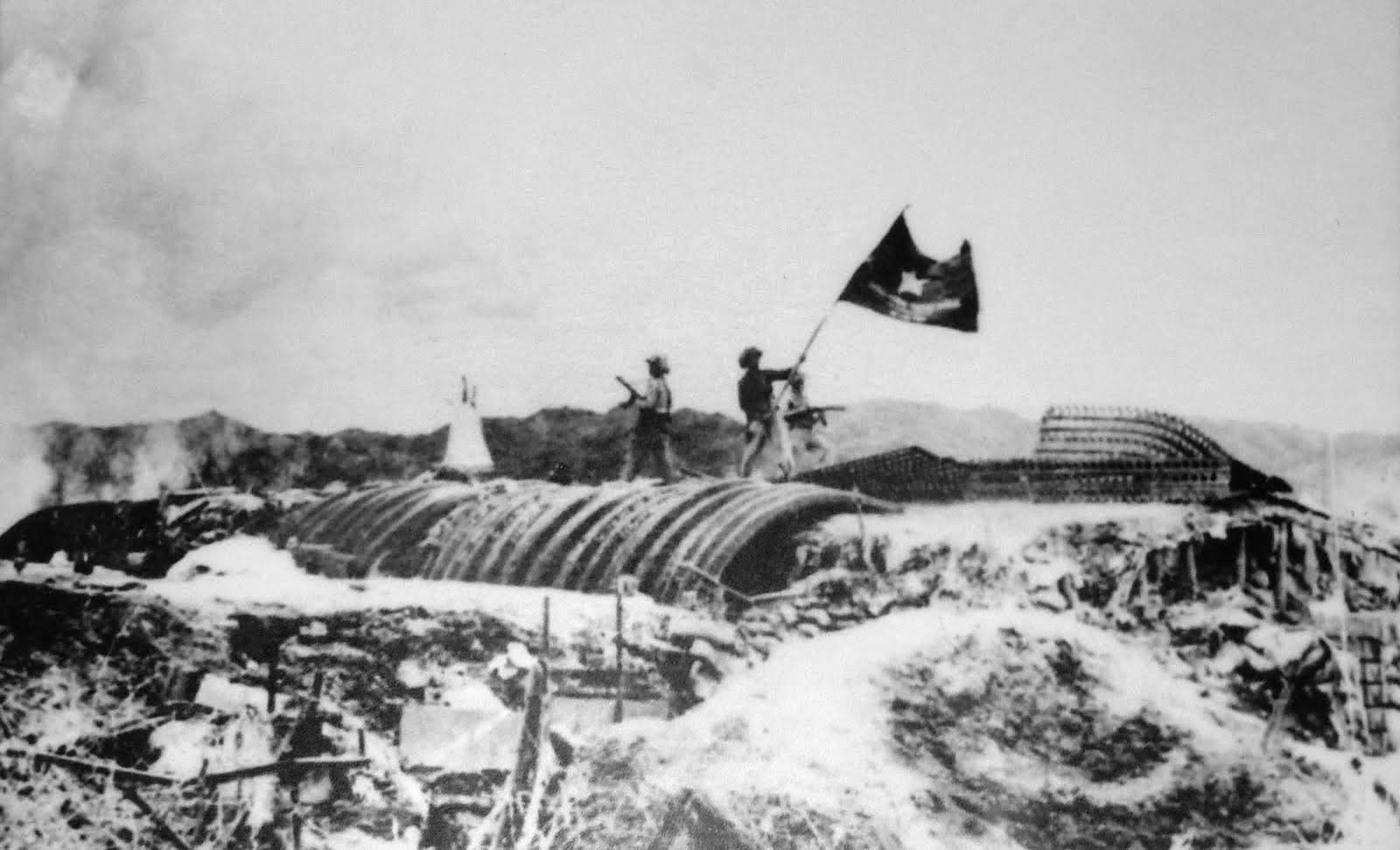
Die vietnamesische Flagge weht über dem französischen Befehlsbunker von Dien Bien Phu

Frankreichs militärisches Engagement (Indochinakrieg) zwecks Wiederherstellung der Kolonialherrschaft in Indochina scheiterte am energischen Widerstand der vietnamesischen Unabhängigkeitsbewegung unter Führung Hồ Chí Minhs, die von der UdSSR im Indochinakrieg mit Waffenlieferungen unterstützt wurde und den französischen Streitkräften 1954 in der Schlacht um Điện Biên Phủ die entscheidende Niederlage beibrachte. Frankreichs Rolle als Kolonialmacht in Indochina war damit zu Ende; an seine Stelle als Widerpart der Việt Minh traten die USA in Fortführung ihrer antikommunistischen Containment-Politik, die später in den Vietnamkrieg führte.
Nur mit Unterstützung der USA hätten die Niederlande in Indonesien ihr an die Japaner verlorenes und in der Nachkriegszeit zur Eigenständigkeit drängendes Kolonialgebiet erfolgreich zurückgewinnen können. Den herkömmlichen Kolonialismus lehnten die USA nun allerdings ab; sie hatten nach der Kapitulation Japans auf die Wiederherstellung der eigenen Kolonialherrschaft über die Philippinen verzichtet und forderten das Gleiche auch anderweitig. Auf Druck der Vereinigten Staaten und der Vereinten Nationen gaben die Niederlande bis 1950 ihre kolonialen Restitutionsanstrengungen auf, 1962 auch einschließlich Neu-Guineas.
Im „afrikanischen Jahr“ 1960 erlangten 18 Kolonien in Afrika, darunter 14 französische, zwei britische, eine italienische und der unter belgischer Kolonialherrschaft stehende Kongo die Unabhängigkeit, letzterer innerhalb nur eines halben Übergangsjahres. Zwar wurde die neue Regierung nach einer Wahl mit relativ hoher Wahlbeteiligung (81,79 %) gebildet; der nachkoloniale Kongo erwies sich aber schon in seinem Neuanfang als wenig stabil und durch Abspaltungsbewegungen gefährdet. Patrice Lumumba wurde der erste Premierminister; er wurde am 14. September 1960 durch einen Militärputsch (Kongo-Krise) gestürzt und im Januar 1961 ermordet.

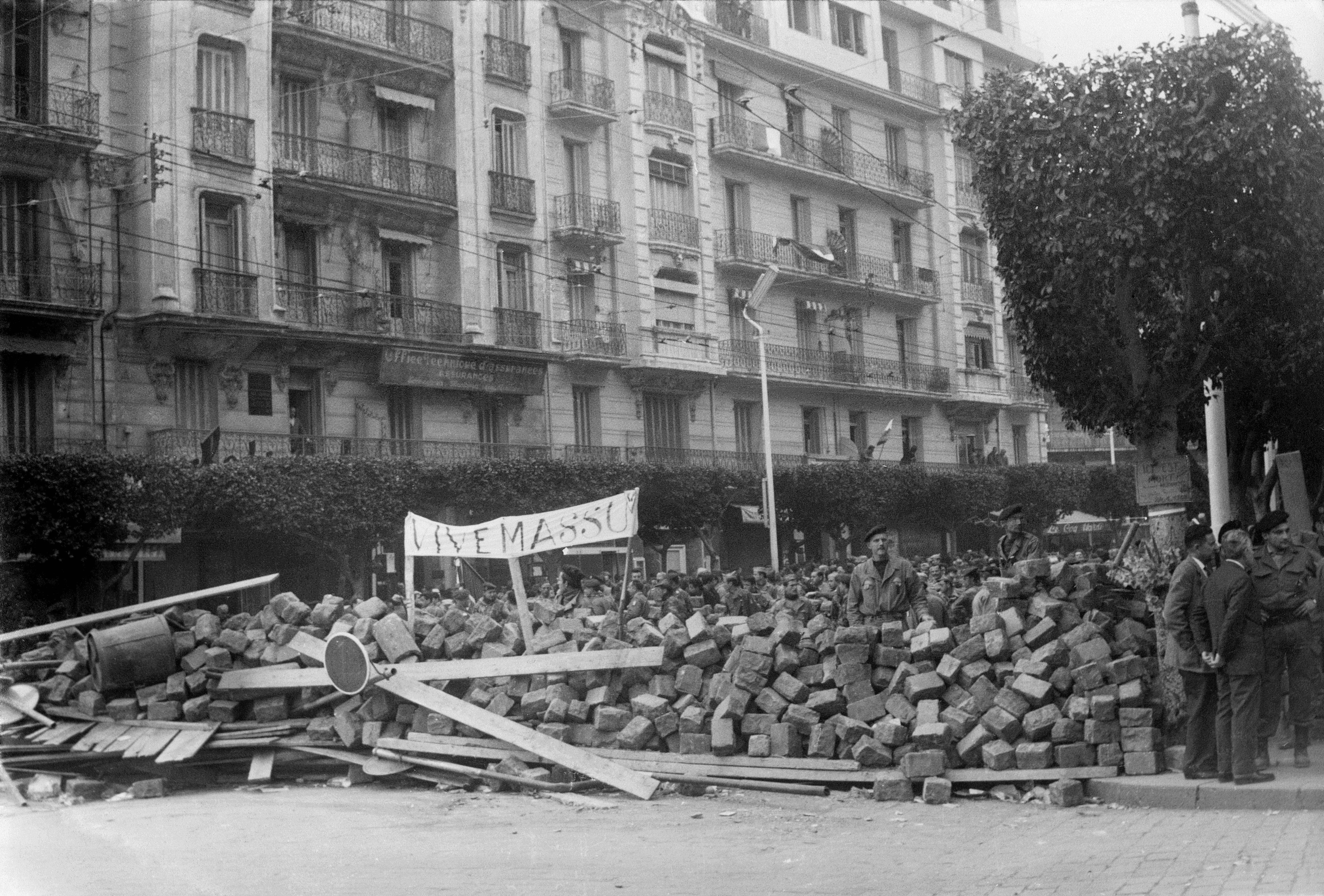
Barrikaden in Algiers; auf dem Transparent steht „Vive Massu“, Januar 1960

Besonders umkämpft und langwierig war die Dekolonisation Algeriens, das als integraler Bestandteil Frankreichs galt. Der 1954 begonnene Algerienkrieg endete erst 1962 mit der von der algerischen Nationalen Befreiungsfront (FLN) – unter hohen Opferzahlen vor allem auf Seiten der Algerier – errungenen Unabhängigkeit, während Marokko und Tunesien bereits 1956 die Unabhängigkeit von Frankreich erlangt hatten. Seither stand eine halbe Million französischer Soldaten in Algerien und damit der Großteil des französischen Heeres. Die mit dem Algerienkrieg verbundenen politischen Verwerfungen führten das Ende der Vierten Französischen Republik herbei und zur neuerlichen Berufung von Charles de Gaulle an die Staatsspitze, der in einem mehrjährigen Prozess auf eine beiderseits akzeptable Algérie Algérienne hinarbeitete.
Die frühen Kolonialmächte Portugal und Spanien hatte ihren lateinamerikanischen Kolonialbesitz bereits im 19. Jahrhundert verloren bzw. aufgegeben. Das Ende des Kolonialismus herkömmlicher Art steht gleichfalls mit Portugal in Verbindung, das nach der Nelkenrevolution 1974 seine afrikanischen Kolonien und Osttimor aufgab. Die britische Kolonie Hongkong 1997 und die portugiesische Kolonie Macau 1999 waren die letzten Nachzügler, die aus europäischer Kolonialherrschaft entlassen wurden.

## Beteiligte und betroffene Länder im Überblick

### Kolonialmächte des Spätmittelalters
- Genua → Genueser Kolonien
- Venedig → Venezianische Kolonien (bis ins 18. Jahrhundert hinein)

### Kolonialmächte der Kolonialzeit
Klassische europäische Kolonialmächte mit außereuropäischen Kolonien:
- Portugal → Portugiesische Kolonialgeschichte
- Spanien → Spanisches Kolonialreich
- England/Vereinigtes Königreich → Britisches Weltreich und Britische Kolonien und Protektorate
- Frankreich → Französische Kolonien
- Niederlande → Niederländische Kolonien, Niederländisch-Indien (Indonesien) und Niederländische Besitzungen in Südasien
- Dänemark/Dänemark-Norwegen → Dänische Kolonien
- Deutsches Reich (erst im 19. Jahrhundert) → Deutsche Kolonien
- Italien (erst im 19. Jahrhundert) → Italienische Kolonien
- Russland → Russische Kolonisation
- Belgien (erst im 19. Jahrhundert) → Belgische Kolonien

Sonstige Kolonialmächte der Kolonialzeit:
- Osmanisches Reich
- USA → Kolonien und Protektorate der Vereinigten Staaten, s. a. Bananenkriege
- Japan → Japanische Kolonien

### Europäische Staaten, die vergeblich versuchten, (außer)europäische Kolonien dauerhaft zu erwerben
- Österreich/Österreich-Ungarn → Österreichische Kolonialpolitik
- Schweden → Schwedische Kolonialgeschichte
- Norwegen → Norwegische Besitzungen
- Brandenburg-Preußen → Groß Friedrichsburg (Kolonie) und Kolonien deutscher Länder vor 1871
- Kurland → Kurländische Kolonialgeschichte
- Pisa (Spätmittelalter) → Republik Pisa

### Halb-Kolonien der Kolonialzeit
Manche außereuropäischen Länder und Regionen waren nur zum Teil oder nur für kurze Zeit (manche gar nicht) kolonialer Herrschaft unterworfen. Neben direkter Kolonialherrschaft gab es auch Vorteilsnahmen von Kolonialmächten durch „ungleiche Verträge“, die aufgezwungen wurden und eine Form indirekter Herrschaft bewirkten. Davon betroffen waren z. B.:
- Kaiserreich China
- Saudi-Arabien
- Nepal
- Siam
- Liberia
- Äthiopien
- Jemen
- Afghanistan

## Historisch-politische Einordnung

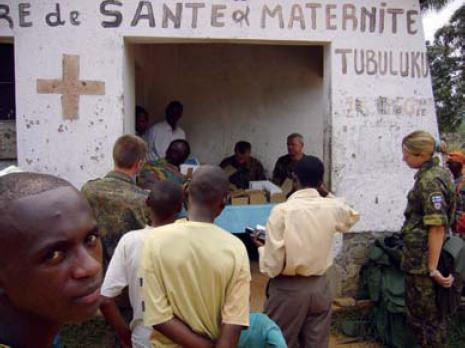
Kongolesisches Wahllokal 2006 unter finnischer Bewachung.

Was den frühneuzeitlichen europäischen Kolonialismus von anderen historischen Expansionsweisen und Arten der Reichsbildung unterschied, war das damit entstehende, weltumspannende Netz, das sich im Fortgang des Ausgreifens über alle Kontinente erstreckte und mit dem Weltsystem der Eroberung zugleich ein – wenn auch regional sehr unterschiedlich strukturiertes – Weltsystem des Handels hervorbrachte. Während die Europäer im asiatischen Handel zunächst lediglich die Rolle eines Juniorpartners mit Nischen im Rahmen eines entwickelten Handelsverkehrs einnahmen, gerieten Afrika, Amerika und zuletzt Australien sowie Neuseeland mit jeweils weniger ausgebildeten Handelsnetzen umso ungebremster in die Abhängigkeit europäischer Handelsinteressen.
Vor und nach der Wende vom 19. zum 20. Jahrhundert gelangte der koloniale Konkurrenzkampf der Großmächte weltweit auf den Höhepunkt. Eine Wahrheit, aber nicht die ganze, so Ansprenger, habe Lenin 1916 in der Schrift „Der Imperialismus als höchstes Stadium des Kapitalismus“ in Kapitel VI zum Ausdruck gebracht: „Je höher entwickelt der Kapitalismus, je stärker fühlbar der Rohstoffmangel, je schärfer ausgeprägt die Konkurrenz und die Jagd nach Rohstoffquellen in der ganzen Welt sind, desto erbitterter ist der Kampf um die Erwerbung von Kolonien.“
Die Dekolonisation im 20. Jahrhundert war laut Osterhammel Teil des Übergangs zu einem neuen Weltstaatensystem, das bis zum „großen Umbruch“ 1989–1991 gekennzeichnet war durch 1. die weltweite Konfrontation des Ostblocks und der Staaten des westlichen Bündnisses, 2. die Rückwendung der (west-)europäischen Großmächte auf ihre europäischen Belange, 3. die Entstehung vieler postkolonialer Staaten, die sich entweder dem westlichen oder dem östlichen Lager zuwandten, 4. relative Stärkung internationaler Organisationen, speziell der UNO, 5. ideologische Ächtung von Kolonialismus (bei international teils fortbestehender rassischer Diskriminierung).
Als einzige Kolonialmacht konnte Russland seine Herrschaft über die Kolonialvölker in großem Umfang erhalten und eine Entkolonialisierung verhindern. Auch nach dem Zusammenbruch der Sowjetunion blieben vor allem die in Asien unterworfen kleineren Völker unter russischer Herrschaft. Nach der Ausdehnung des Krieges gegen die Ukraine 2022, für den vor allem Soldaten aus den Randbereichen Russlands rekrutiert wurden, entstanden sowohl innerhalb Russlands als auch bei russischen Exil-Indigenen Bewegungen, die sich ausdrücklich gegen die Kolonialisierung ihrer Völker wandten (u. a. Burjatien, Kalmücken, Tuwa).

### Neuzeitliche Kolonialismus-Merkmale

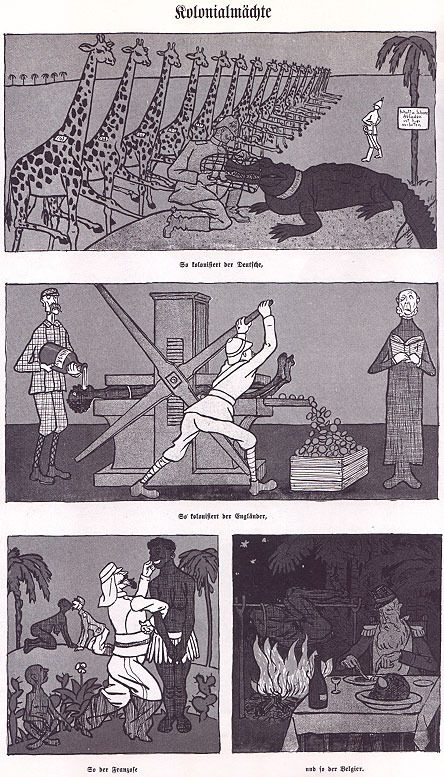
Kolonialmächte Th. Th. Heine, Simplicissimus (1904). Der Zeichner karikiert den deutschen Kolonialismus als ordnungsliebend, den britischen als ausbeuterisch und bigott, den französischen als erotisch motiviert und den belgischen wegen der Kongogräuel als kannibalisch.

Die kolonialistischen Abhängigkeitsverhältnisse waren generell vom Herrschaftsanspruch der Kolonisten bzw. Kolonialmächte über die Kolonisierten bestimmt. Aus dem Anspruch der Überlegenheit leiteten die Kolonialherren das Recht ab, den kulturell „zurückgebliebenen“ Völkern die „Zivilisation“ zu bringen. Während die Briten von civilizing mission sprachen, lautete der französische Begriff mission civilisatrice und der deutsche Kulturmission. Gemeint war im Grunde das Gleiche: „Menschheitsbeglückung durch das europäische Zivilisationsmodell.“ Betrieben wurde also Anpassung an Normen und Sitten der Europäer. Mit den Jahrhunderten des europäischen Sklavenhandels und der Sklavenhaltung haben sich laut Götz Großklaus bei den weißen Tätern „eine Vielzahl rassistischer Verhaltens- und Urteilsklischees eingeprägt“, bei den schwarzen Opfern hingegen hätten sich „die Traumata ihrer Deportation, ihrer sozialen und mentalen ‚Ortlosigkeit‘“ ins kollektive Gedächtnis eingebrannt. Verhängnisvoll wirke es sich aus, „die Macht des kollektiven Gedächtnisses bei ‚den Verdammten dieser Erde‘ nicht zur Kenntnis zu nehmen und nicht ins Kalkül des politischen Handelns zu ziehen – auch dann nicht, wenn ein stets gegenwärtig virulenter Rassismus dazu nötigen sollte.“
Anders als etwa die griechische Kolonisation im Hellenismus war der europäische Kolonialismus weit entfernt davon, eine Kultursynthese zu begünstigen. Bereits die frühesten spanischen und englischen Kolonialtheoretiker stilisierten die Eroberungen zu einer Heiden-Missionierung im Rahmen eines göttlichen Heilsplans oder der „Zivilisierung“ der „Barbaren“. Auch der spätere US-amerikanische und japanische Kolonialismus bedienten sich solcher sendungsideologischen Rhetorik. Andere Hochkulturen, wie z. B. auch die chinesische, waren ebenfalls von ihrer Höherwertigkeit überzeugt, gingen aber nicht dazu über, sie ihren Nachbarn aufzuzwingen. Ob der Zionismus als eine Form von Kolonialismus angesehen werden kann, ist eine höchst umstrittene und politisch aufgeladene Frage, die im Umfeld des Nahostkonflikts immer wieder aufkommt.
Nicht jede Fremdherrschaft wurde aber als illegitim aufgefasst. So wurde die osmanische Herrschaft über Ägypten zwischen 1517 und 1798 durchaus von großen Teilen der einheimischen, arabischsprechenden Bevölkerung anerkannt. Die Fremdheit der Sprache war weniger entscheidend als der gemeinsame Glaube und die damit einhergehende Verbindlichkeit islamischer Regeln der gerechten Regierung. Der koptischen Bevölkerung war es einerlei, welche nichtchristliche Macht über sie herrschte – für die Kopten waren die ursprünglichen Mamluken-Herrscher genauso illegitim wie die Osmanen.

### Verschränkung mit dem Imperialismus
Seit dem 19. Jahrhundert wurde vor allem in Preußen eine Diskussion um die Notwendigkeit von Grenzkolonisation gegenüber den benachbarten Slawen geführt, in der dann über Österreich auch der Südosten bis ans Schwarze Meer in ein „großdeutsches“ Blickfeld geriet (siehe dazu Deutscher Grenzkolonialismus). Forcierter Kolonialismus und Imperialismus gingen zeitweise Hand in Hand, ganz deutlich etwa im Wettlauf um die Aufteilung Afrikas. In diesem Zusammenhang wurde Kolonialpolitik zum beigeordneten Faktor von Weltpolitik, wurden Kolonien zu Verhandlungsobjekten im Machtspiel der rivalisierenden Großmächte. Darüber hinaus hatten imperiale Mächte (wie z. B. das britische Empire des 19. und 20. Jahrhunderts) einen wirtschaftlichen und politischen Einfluss, der zum Teil weit über die eigenen Kolonien hinausreichte. Zu den weitreichenden globalen Konsequenzen des Kolonialismus gehörte nicht zuletzt die Verbreitung des europäischen Staatskonzepts, teils verbunden mit absurden Begleiterscheinungen. So ließ man in französischen Kolonien Afrikaner Wendungen nachsprechen wie: „Meine Vorfahren, die Gallier…“

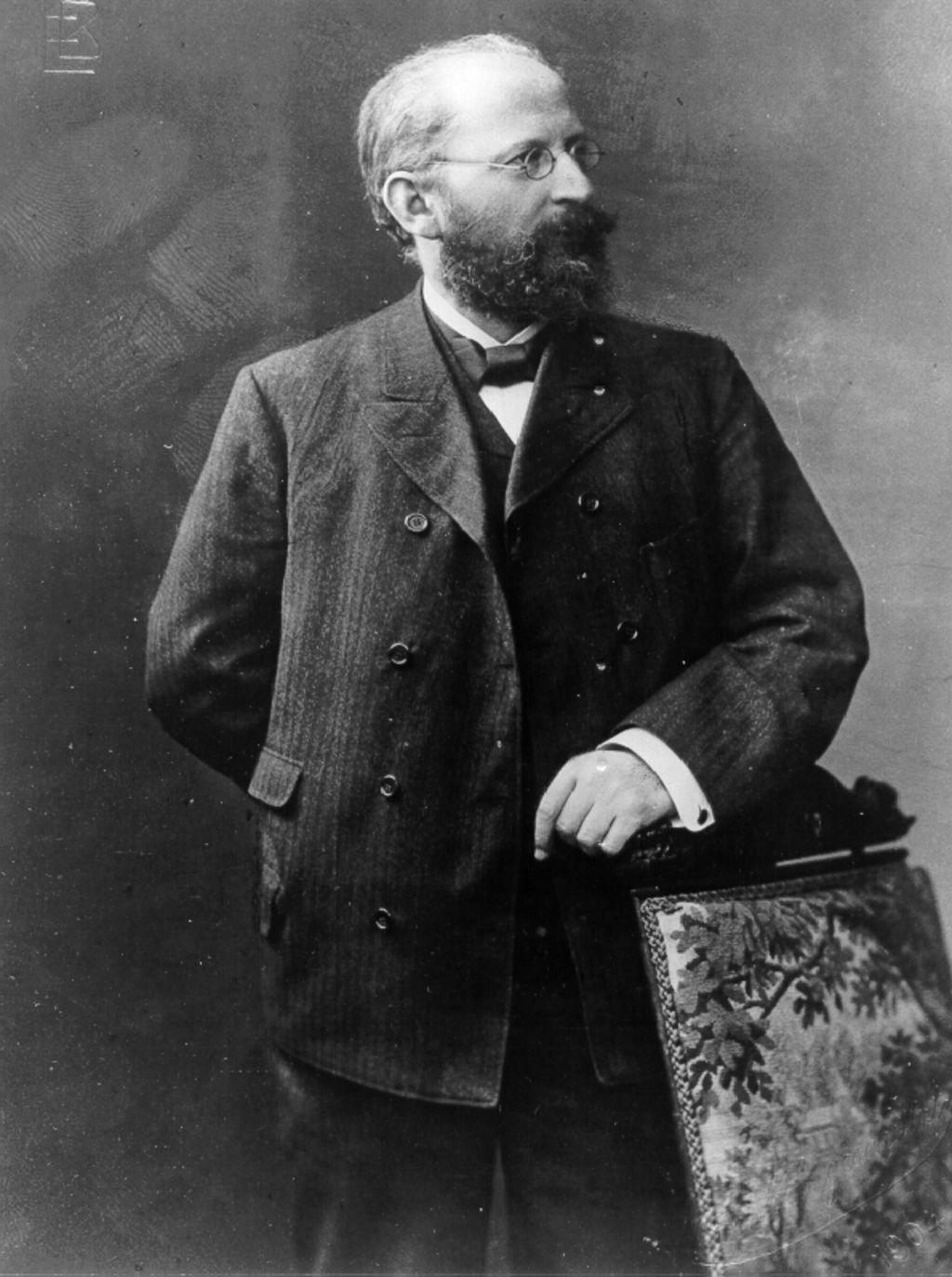
Eduard Bernstein 1895

Die Arbeiterparteien in den industrialisierten Staaten des Westens standen dem Kolonialismus nahezu geschlossen skeptisch bis strikt ablehnend gegenüber. So ordnete der Sozialdemokrat Rudolf Hilferding ihn als Folge des entwickelten Monopolkapitalismus ein, der auf die Herstellung ausgedehnter Wirtschafts- und Ausbeutungsgebiete ausgerichtet sei. Mit dem dabei unvermeidlichen Zusammenstoß der kapitalistischen Interessen unter den rivalisierenden Staaten schlage die historische Stunde des Proletariats und der Arbeiterbewegung. Auch Rosa Luxemburg setzte darauf, dass der Zusammenbruch des Kapitalismus und der bestehenden Gesellschaftsordnung lediglich hinausgezögert werde, indem mit Hilfe überschüssigen Kapitals nicht-kapitalistische Gesellschaften ausgebeutet würden. Davon abweichend vertrat Eduard Bernstein die Idee, Kolonialmächte sollten Demokratie und Fortschritt in unterentwickelte Länder exportieren. Zwar lehnte auch Bernstein in seinem 1899 erschienenen Werk Die Voraussetzungen des Sozialismus die kapitalistische Kolonialpolitik ab, vertrat aber die These, dass auch eine sozialistische Gesellschaft Kolonien haben dürfe, allerdings unter der Prämisse der Entwicklung der Kolonien durch die dann sozialistischen und demokratischen Kolonialstaaten. Ähnlich unterschied Karl Kautsky zwischen abzulehnenden Ausbeutungskolonien und eher erstrebenswerten Kolonien im Sinne sozialistischer Arbeitsorganisation. Innerhalb der britischen Labour Party vertrat George Bernard Shaw unter dem Eindruck der Burenkriege zu Beginn des 20. Jahrhunderts die Ansicht, es diene dem Schutz der schwarzen indigenen Bevölkerung vor den weißen Buren, wenn Großbritannien als demokratisch entwickelte Nation die Burenrepubliken annektierte.
Von Teilen der unterworfenen Bevölkerungsgruppen wurden die westlichen Akkulturationsangebote verschiedentlich angenommen. So entwickelte sich in Bengalen innerhalb weniger Jahrzehnte eine Englisch sprechende Bildungsschicht. Kaufleute aus der Kolonialbevölkerung passten sich vielfach aus eigenem Interesse den international gültigen Geschäftsgepflogenheiten an, um auf neuen Märkten Fuß fassen zu können. Seit dem 19. Jahrhundert kam es zur „Selbst-Zivilisierung“ auf westlicher Grundlage durch nichteuropäische Reformeliten, die so auf Voraussetzungen für die Gleichberechtigung mit europäischen „Modellstaaten“ wie Großbritannien und Frankreich hinarbeiteten.
Die armen breiten Massen dagegen sahen zwar von fern „den Schimmer der dynamischen kolonialwirtschaftlichen Enklaven mit ihren regelmäßigen Lohnzahlungen, Kinos und Autos für die Weißen, Fahrrädern für die Farbigen“, so Ansprenger. „Sie sahen das deutlich genug, um auf positiven sozialen Wandel auch für sich zu hoffen; aber diese Hoffnung verwirklichte sich nie.“

### Weltgeschichtliche Fortwirkung

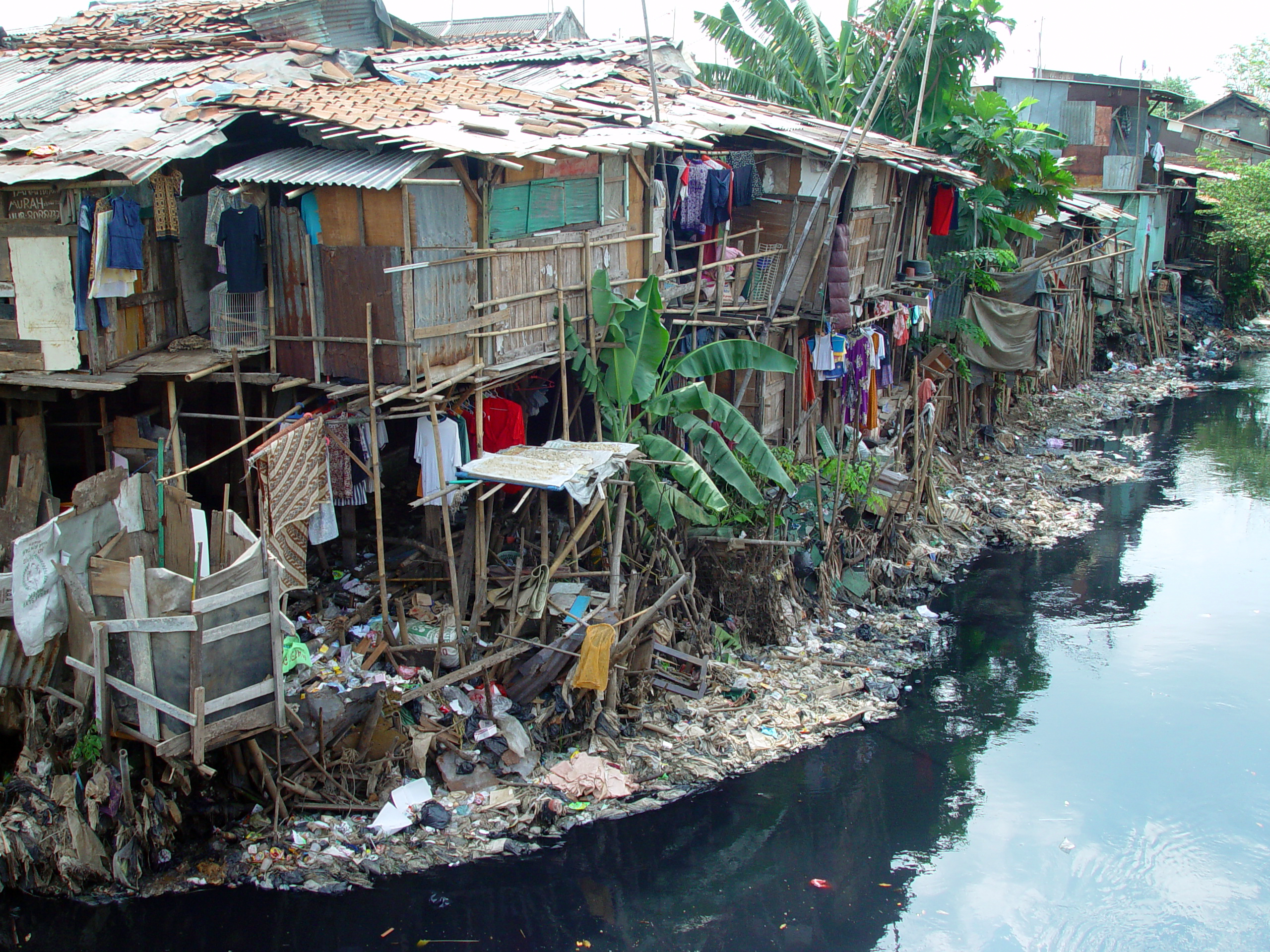
Informelle Siedlungen in der Nähe einer Mülldeponie in Cipinang, Jakarta Indonesien.

Viele ehemalige Kolonien gehören heute zur sogenannten Dritten Welt: Als Entwicklungsländer weisen sie einen deutlich geringeren Lebensstandard als die Schwellenländer und die Industriestaaten, von denen jedoch auch einige ehemalige Kolonien sind, beispielsweise Kanada, Australien oder Südkorea. Andere Entwicklungsländer wie Liberia oder Äthiopien waren dagegen nie oder nur kurzzeitig Kolonien. Über den Zusammenhang zwischen Entwicklungsrückstand und kolonialer Vergangenheit herrscht in der Forschung kein Konsens. Verwiesen wird zum einen auf den Zustand wirtschaftlicher Abhängigkeit von ihren ehemaligen Kolonisatoren, in dem sich viele ehemalige Kolonien auch nach ihrer Unabhängigkeit befanden. Zum anderen lassen sich auch Ursachen in der soziopolitischen Organisation dieser Gesellschaften vor ihrer Kolonialisierung belegen. Aufgrund der Festlegung von Grenzen auf dem Reißbrett durch die vormaligen Kolonialmächte kam es in Afrika und im Nahen Osten immer wieder zu Spannungen und kriegerischen Auseinandersetzungen, da diese Grenzziehungen ethnische und religiös-kulturelle Zusammenhänge zu wenig berücksichtigt hatten. Die Dependenztheorie sieht in der fortgesetzten Abhängigkeit der ehemaligen Kolonien eine Hauptursache der in ihnen verbreiteten Armut.
Andere Entwicklungstheorien sehen die Ursachen dagegen in ihrer zumeist ungünstigen geografischen Lage. Die amerikanischen Politikwissenschaftlern Daron Acemoğlu und James A. Robinson widerlegen am Beispiel der Doppelstadt Nogales diesen Geodeterminismus: Der heute US-amerikanische Teil verfügt bei gleicher Kultur und gleicher geografischer Lage über deutlich mehr Wohlstand und demokratische Mitbestimmungsmöglichkeiten als der mexikanische. Acemoğlu und Robinson nehmen vielmehr an, dass für eine positive Entwicklung die Ausbildung inklusiver, das heißt zum Nutzen möglichst breiter Bevölkerungsschichten konzipierter politischer und wirtschaftlicher Institutionen ausschlaggebend ist. Dies könne durch Kolonialerfahrung verhindert werden: In der Demokratischen Republik Kongo etwa hätten die neuen Eliten nach der Dekolonisierung die extraktiven, das heißt auf Ausbeutung der Bevölkerung ausgerichteten Institutionen der Kolonialherren übernommen und deren Renditen in die eigenen Taschen gelenkt, sodass sich an der Armut der Bevölkerung nichts änderte. Das Beispiel Botswana zeige aber, dass kein zwingender Zusammenhang zwischen Entwicklung bzw. Demokratie und Kolonialvergangenheit bestehe.
Aspekte der heutigen Kultur und Politik ehemaliger Kolonien und Kolonialländer, die mit der kolonialen Vergangenheit zusammenhängen, werden unter dem Begriff Postkolonialismus zusammengefasst. Eine wesentliche Erkenntnis der Postkolonialismusforschung ist es, dass die postkoloniale Situation nicht allein Kultur, Politik und Alltagsleben der ehemaligen Kolonien prägt, sondern dass sie ihren Niederschlag auch in den ehemaligen Kolonialländern findet – z. B. hinsichtlich der Zuwanderung aus ehemaligen Kolonien in Metropolen wie London, Paris oder Brüssel.
Neuere Bestrebungen, kolonialistische Machtstrukturen herzustellen, bezeichnet man als Neokolonialismus. Erscheinungsformen davon zeigen sich gemäß Jürgen Osterhammel heutzutage eher nicht im Zusammenhang mit Europa, sondern vornehmlich innerhalb der Dritten Welt. Beispiele dafür seien Chinas „nahezu lupenreine Kolonialpolitik“ in Tibet – einschließlich Siedlerinvasion und sendungsideologischer Rechtfertigung – und die Politik Marokkos in der West-Sahara. Vor ihrer größten Herausforderung stehe die vergleichende Kolonialismus- und Imperialismustheorie bei der historischen Deutung des vormaligen Vielvölkerstaates Sowjetunion im Hinblick auf Konzepte von Kolonisation und Dekolonisation.
Als Antikolonialismus wird sowohl die Kritik am (Neo)Kolonialismus als auch der Widerstand gegen den (Neo)Kolonialismus bezeichnet.
Der Widerstand gegen den Kolonialismus als Befreiungsstreben von der Regierung der Imperialmächte über die eroberten, unterworfenen und ausgebeuteten Kolonien kann (mit Ausnahme der russischen Völker in Asien) als erfolgreich abgeschlossen gelten, denn die ehemals von der europäischen, später auch nordamerikanischen und japanischen Expansion betroffenen „Kolonien“ sind spätestens seit 1990 weitgehend „staatlich unabhängig“, im politischen Sinn also „dekolonialisiert“. Ebenso ist entschiedene Kritik an kolonialistischem Denken und Handeln, also z. B. an herablassenden kolonialen Einstellungen oder an rassistischen und imperialistischen Praktiken heutzutage allgemeiner Konsens. Insofern diese Kritik aber zumeist von Intellektuellen (Ethnologen, Anthropologen, Soziologen, Theologen, Historikern) der (ehemals) kolonialisierenden Länder vorgetragen wurde und wird, bleibt sie oft in ethnozentrischen, insbesondere eurozentrischen Wertvorstellungen gefangen.